# Casa memorială a scriitorului Tamási Áron

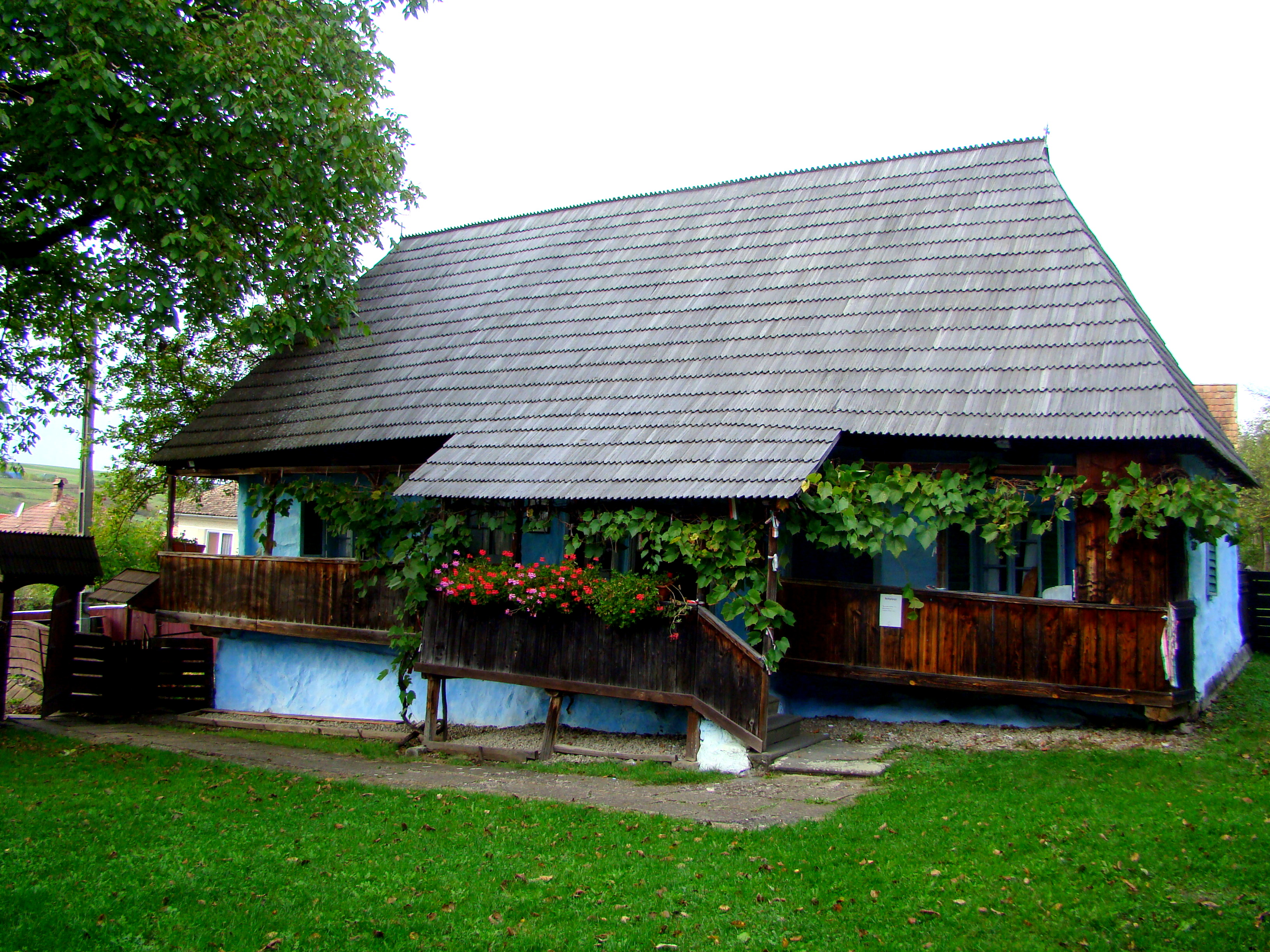
Casa memorială a scriitorului Tamási Áron (octombrie 2020)

Casa memorială a scriitorului Tamási Áron este un monument istoric aflat pe teritoriul satului Lupeni, comuna Lupeni, județul Harghita. 
Figurează pe lista monumentelor istorice  cod LMI HR-IV-m-B-13022.

## Istoric și trăsături
Casa memorială Tamási Áron a fost deschisă în anul 1972. Este o casă de lemn, acoperită cu șindrilă, în care s-a născut și a copilărit scriitorul Tamási Áron. Până în 1982 casa a fost îngrijită de Tamási Gáspár, fratele scriitorului, iar din 1982 de Tamási Erzsébet, sora scriitorului. Șura din curte a fost construită de Tamási Gáspár. În casă se pot vedea mobila veche, obiectele folosite de scriitorul Tamási Áron, cărțile sale, scrisori, fotografii, acte personale, însemnări. Mormântul lui Tamási Áron se află lângă biserica catolică din sat, între doi stejari. Monumentul Tamási a fost sculptat în 1972, dintr-o stâncă de 8 tone, de sculptorul Jenő Szervátiusz și fiul său Tibor.

## Imagini din interior

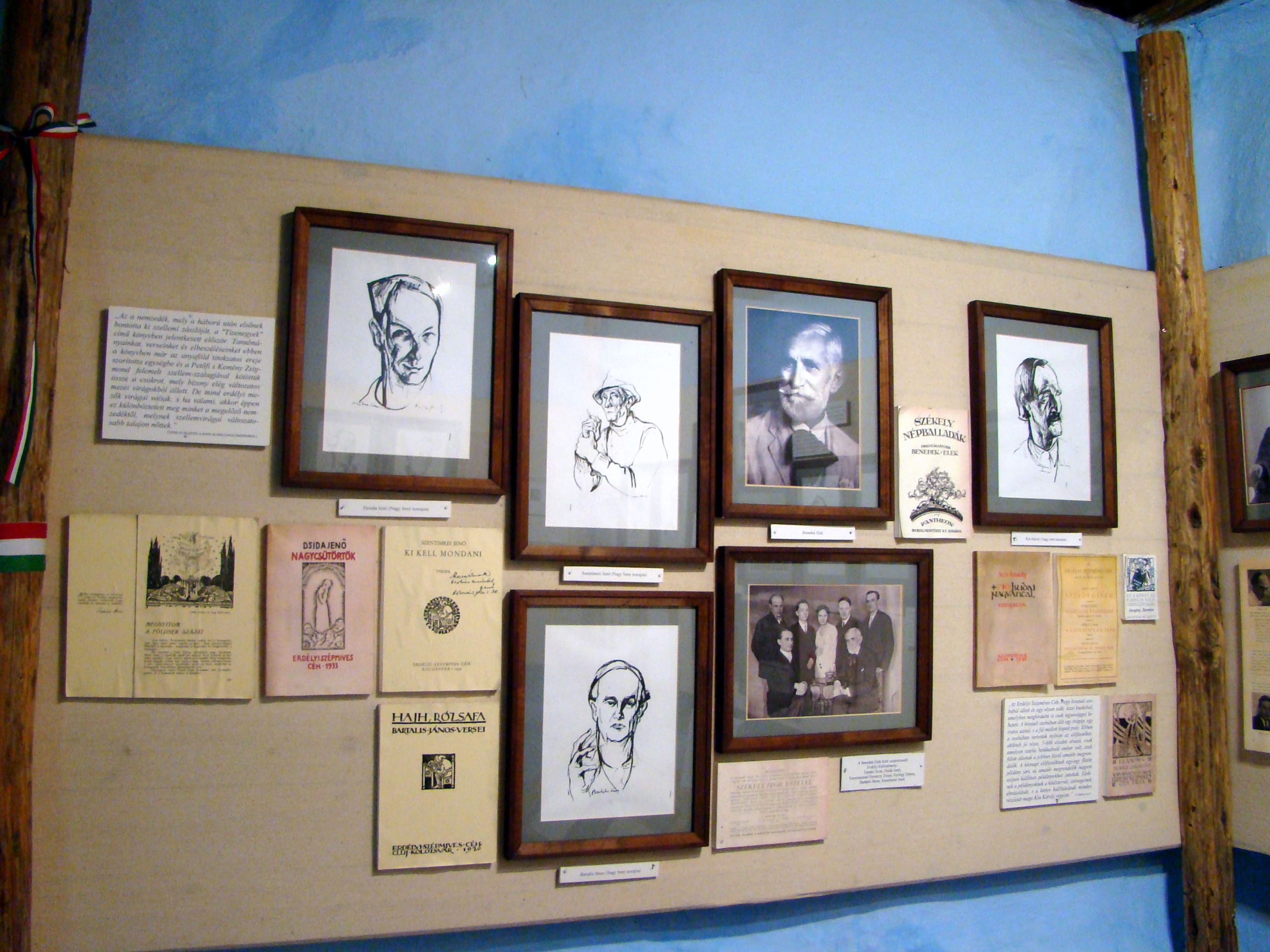
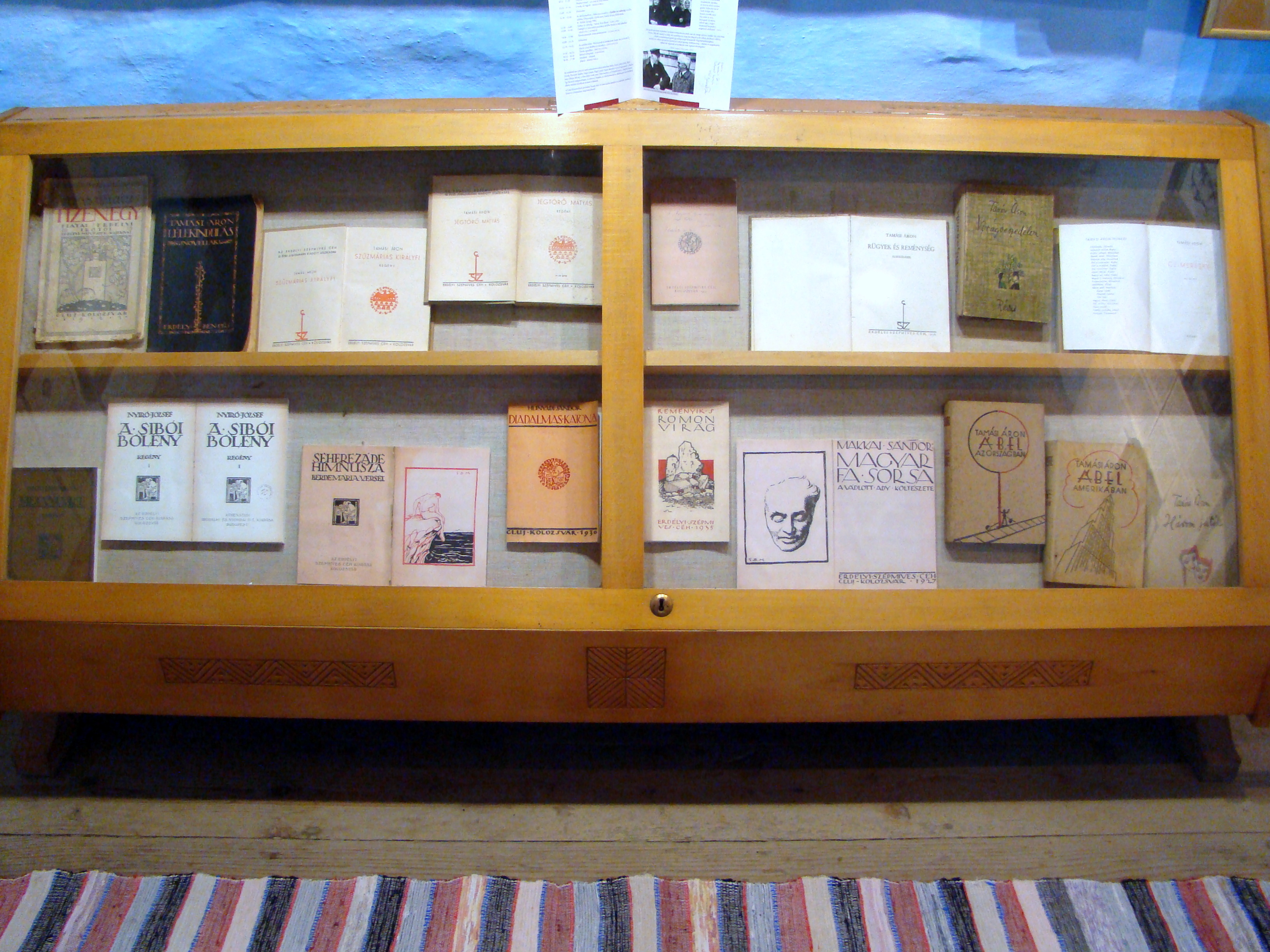
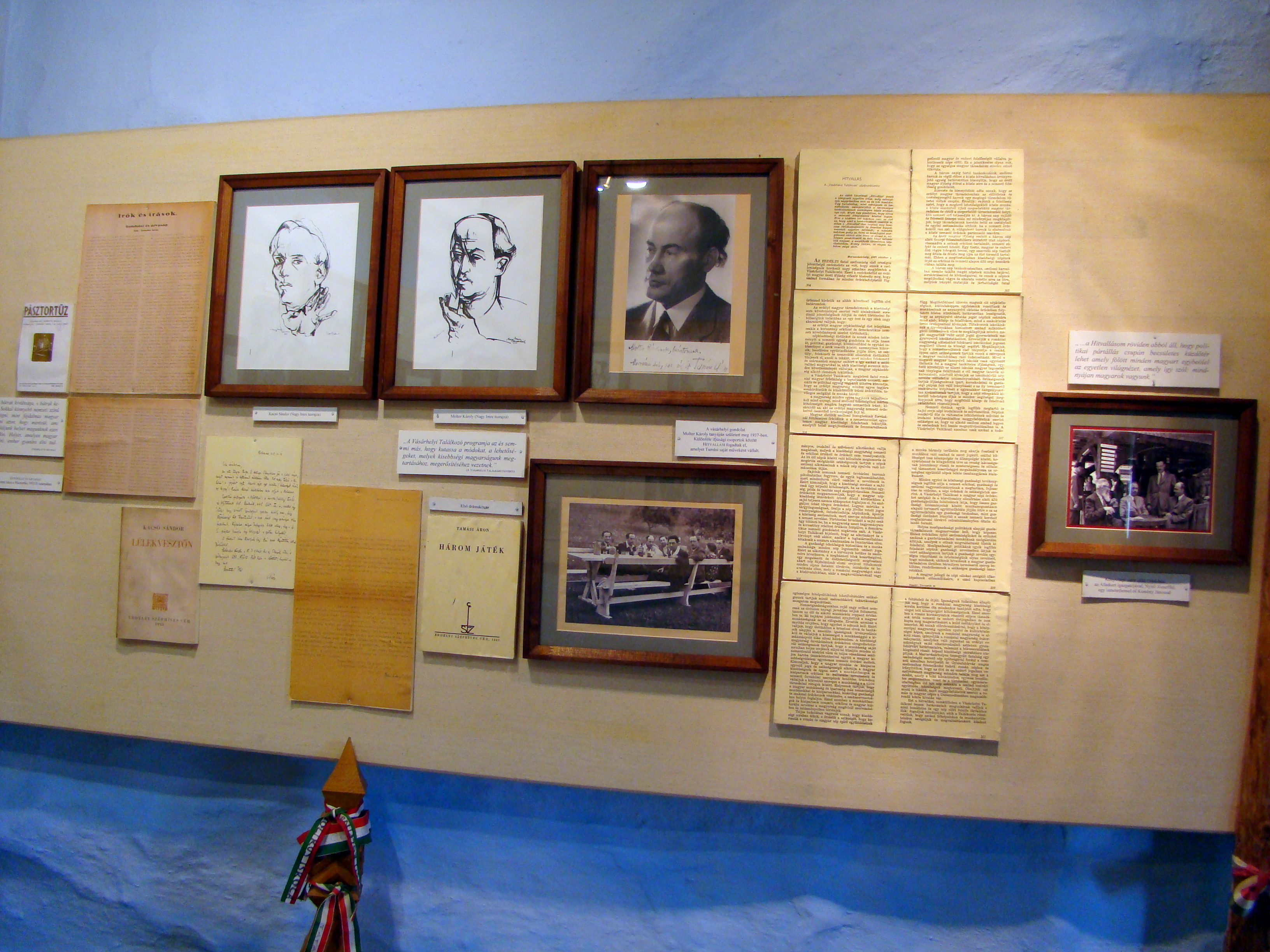
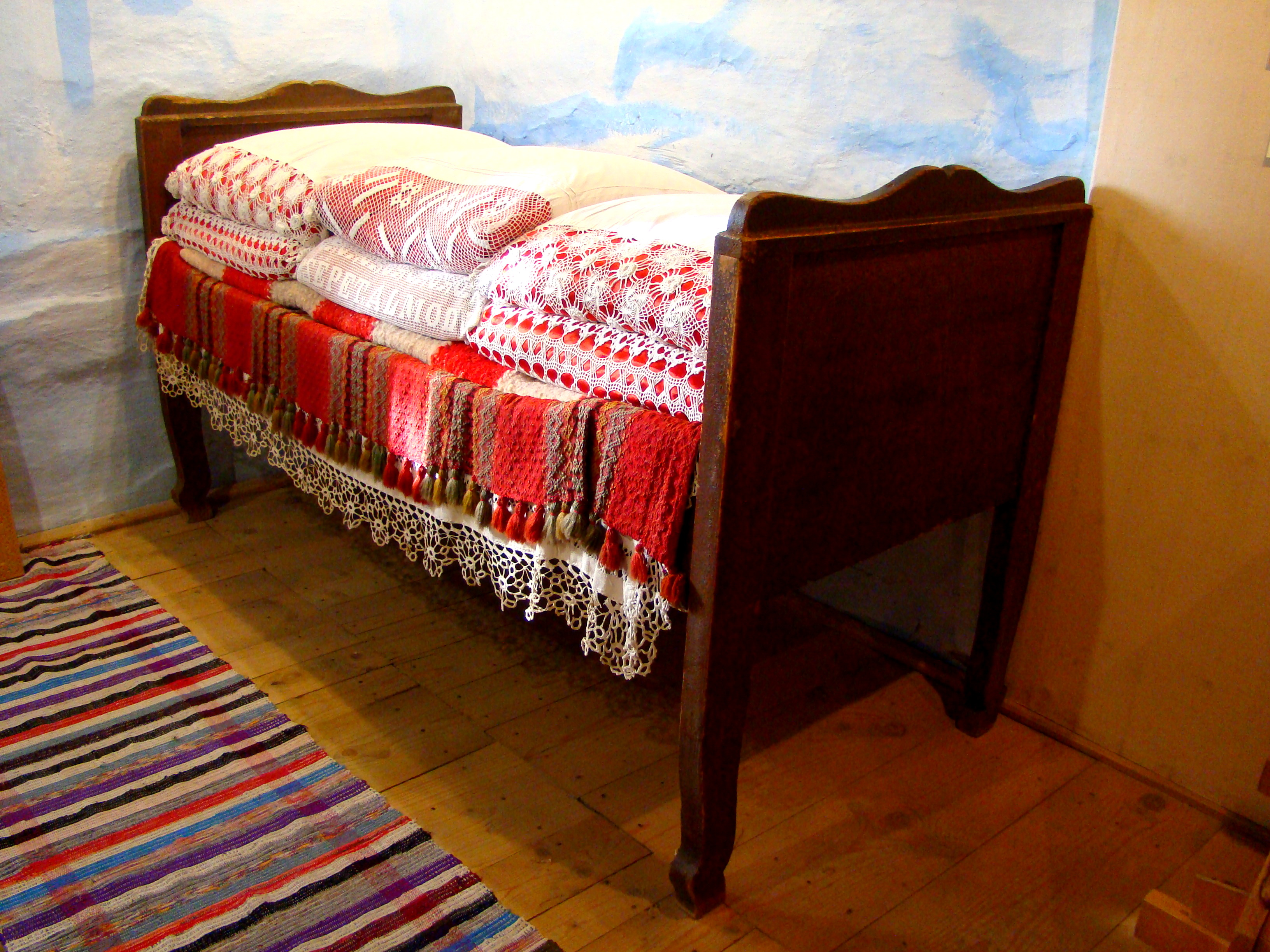
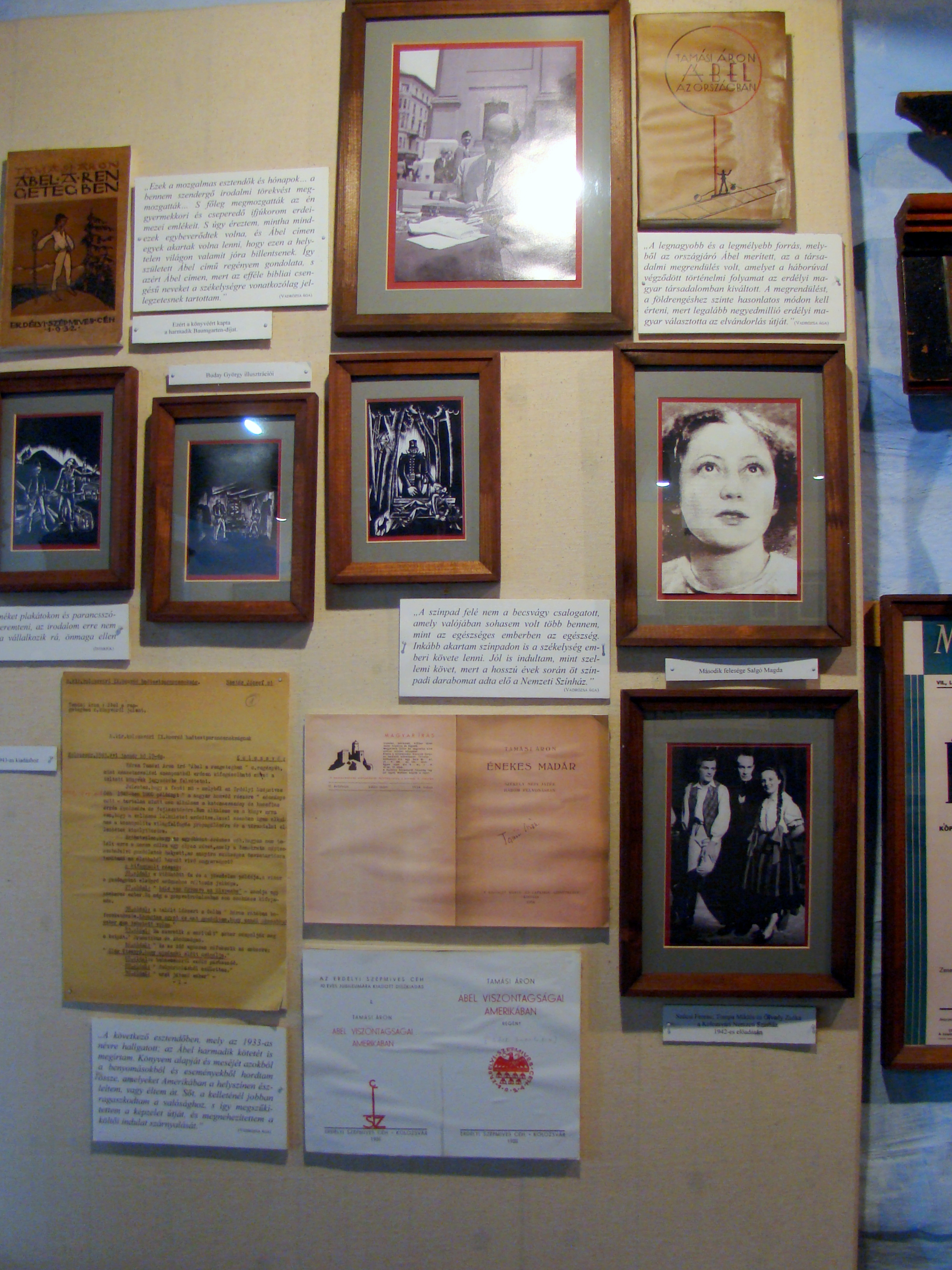
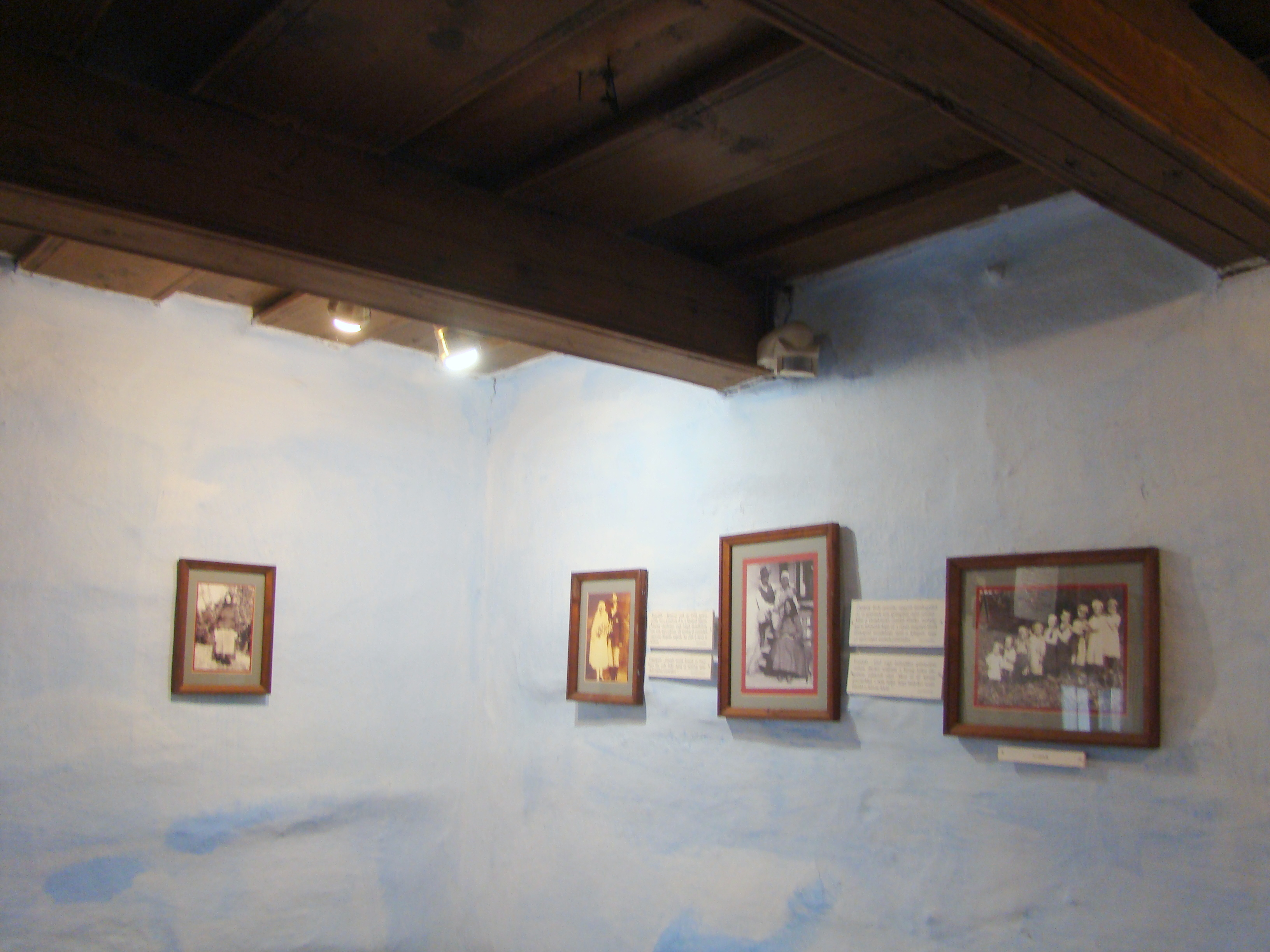
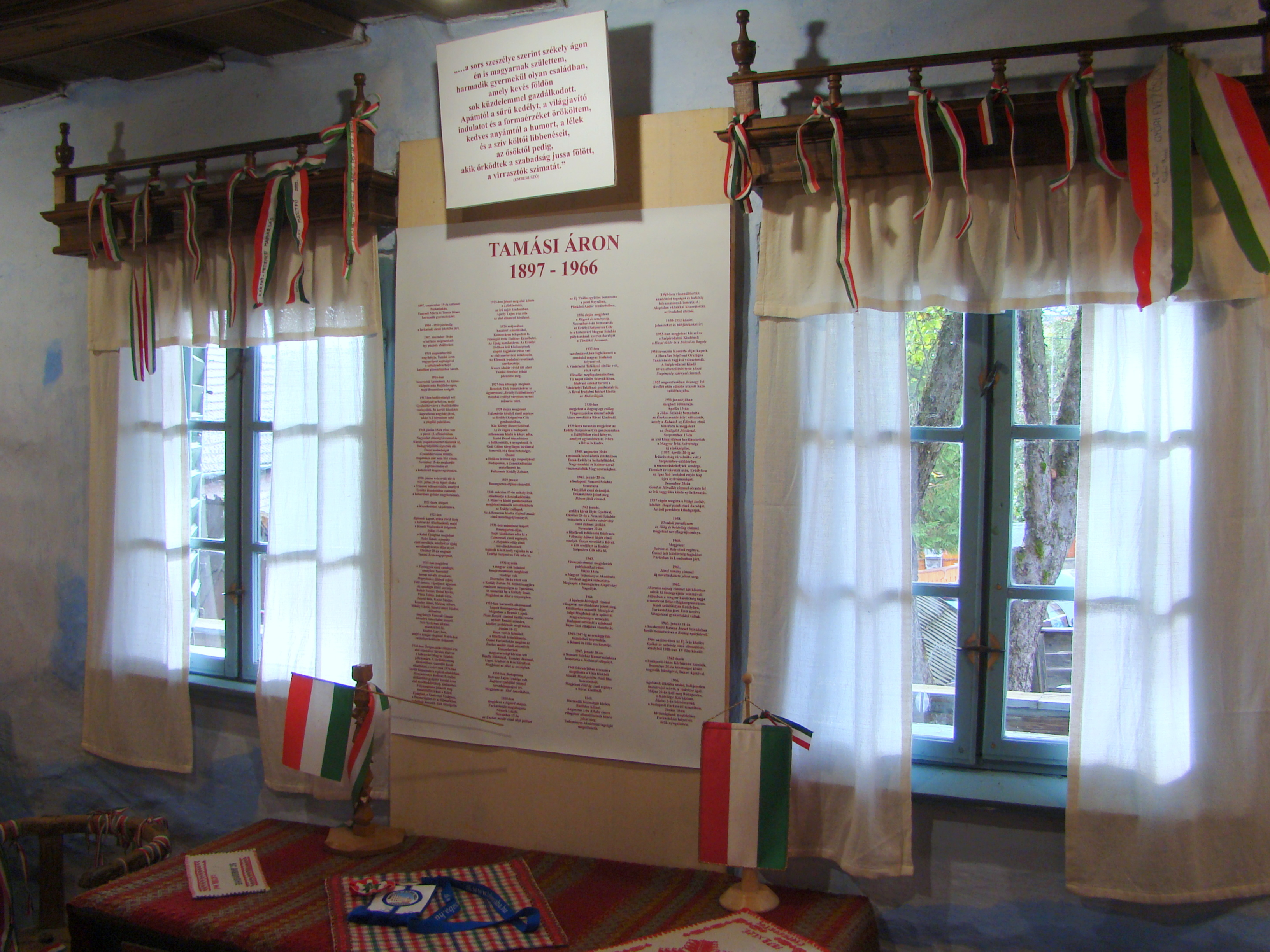
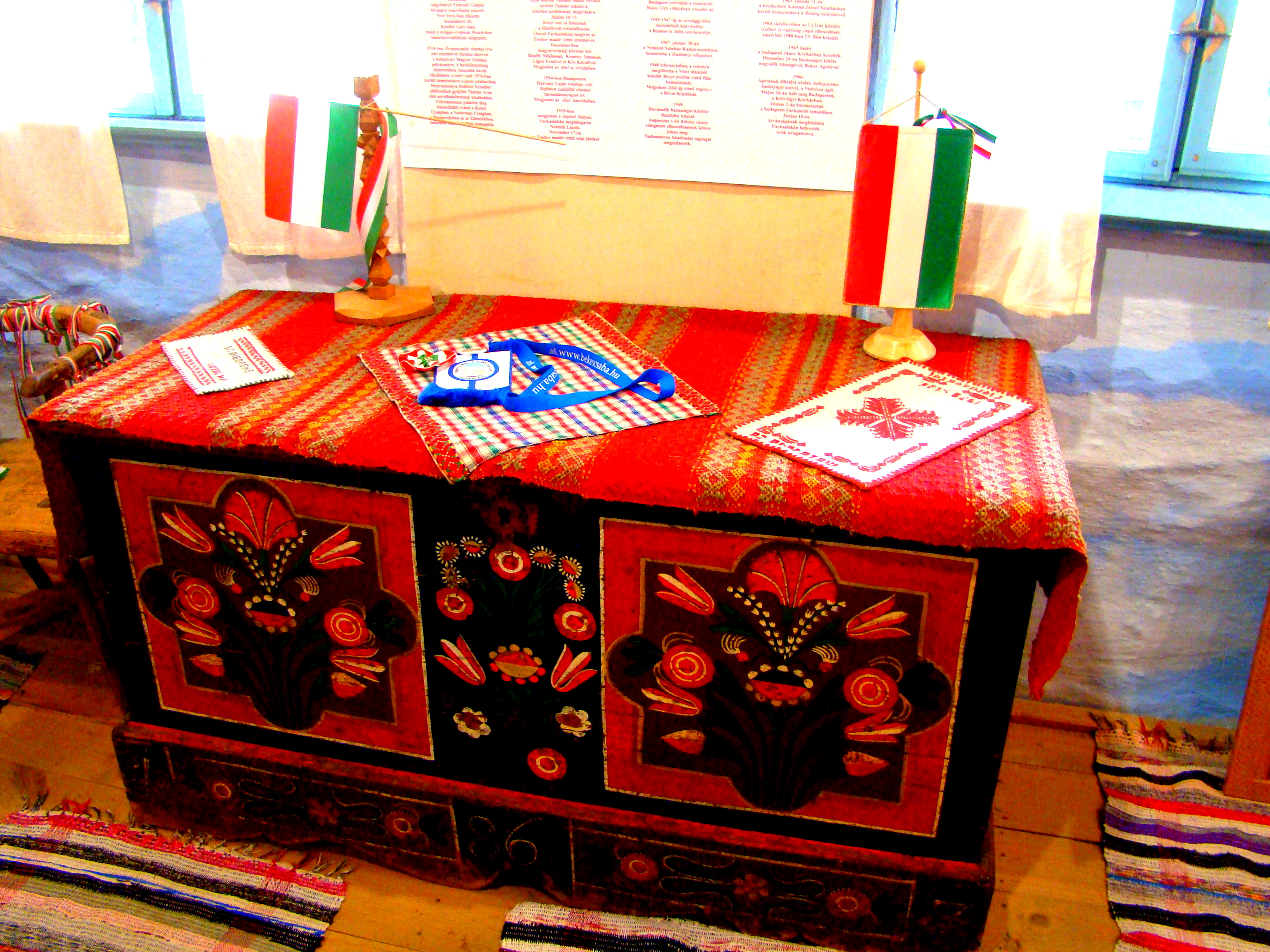
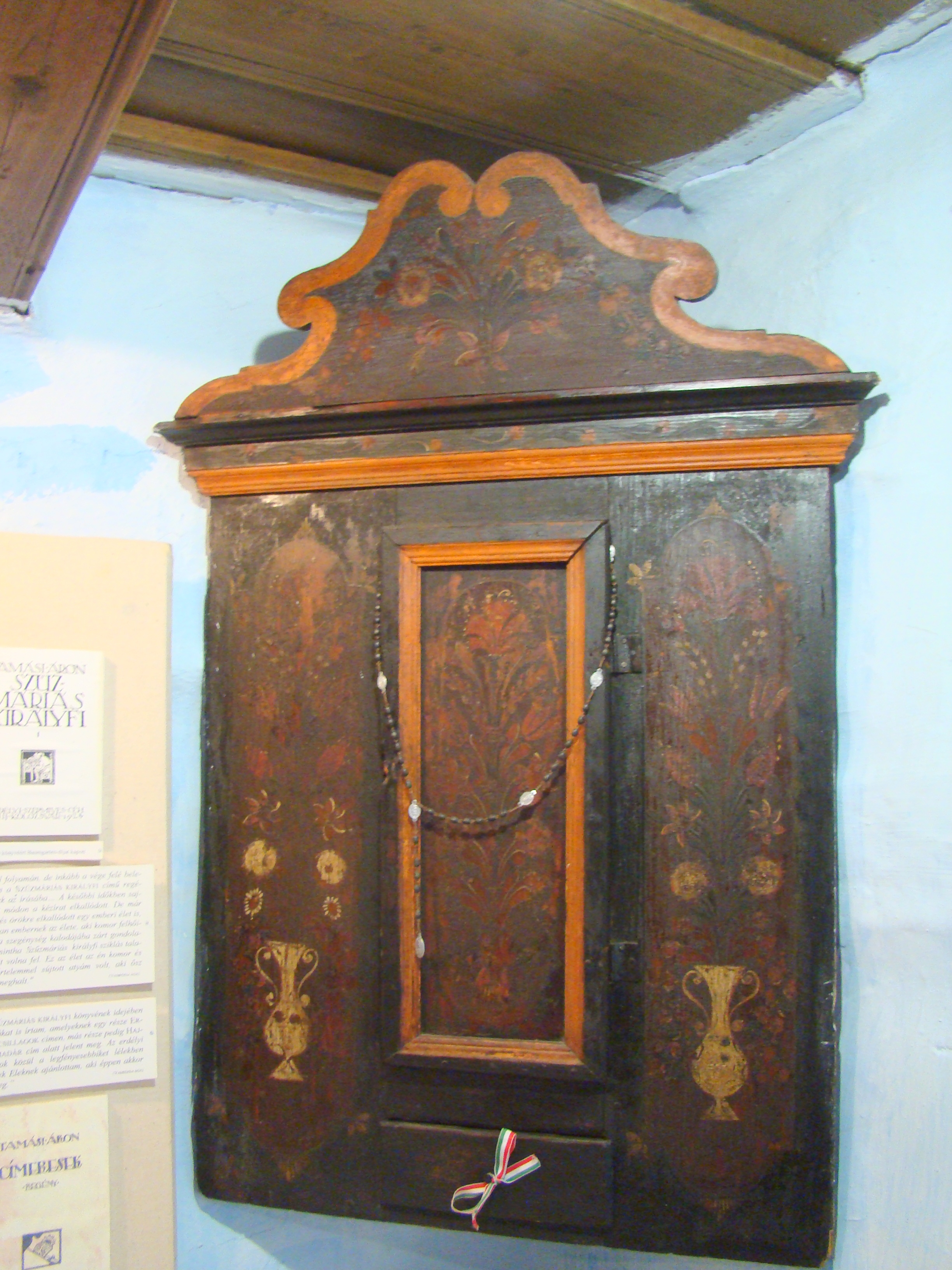
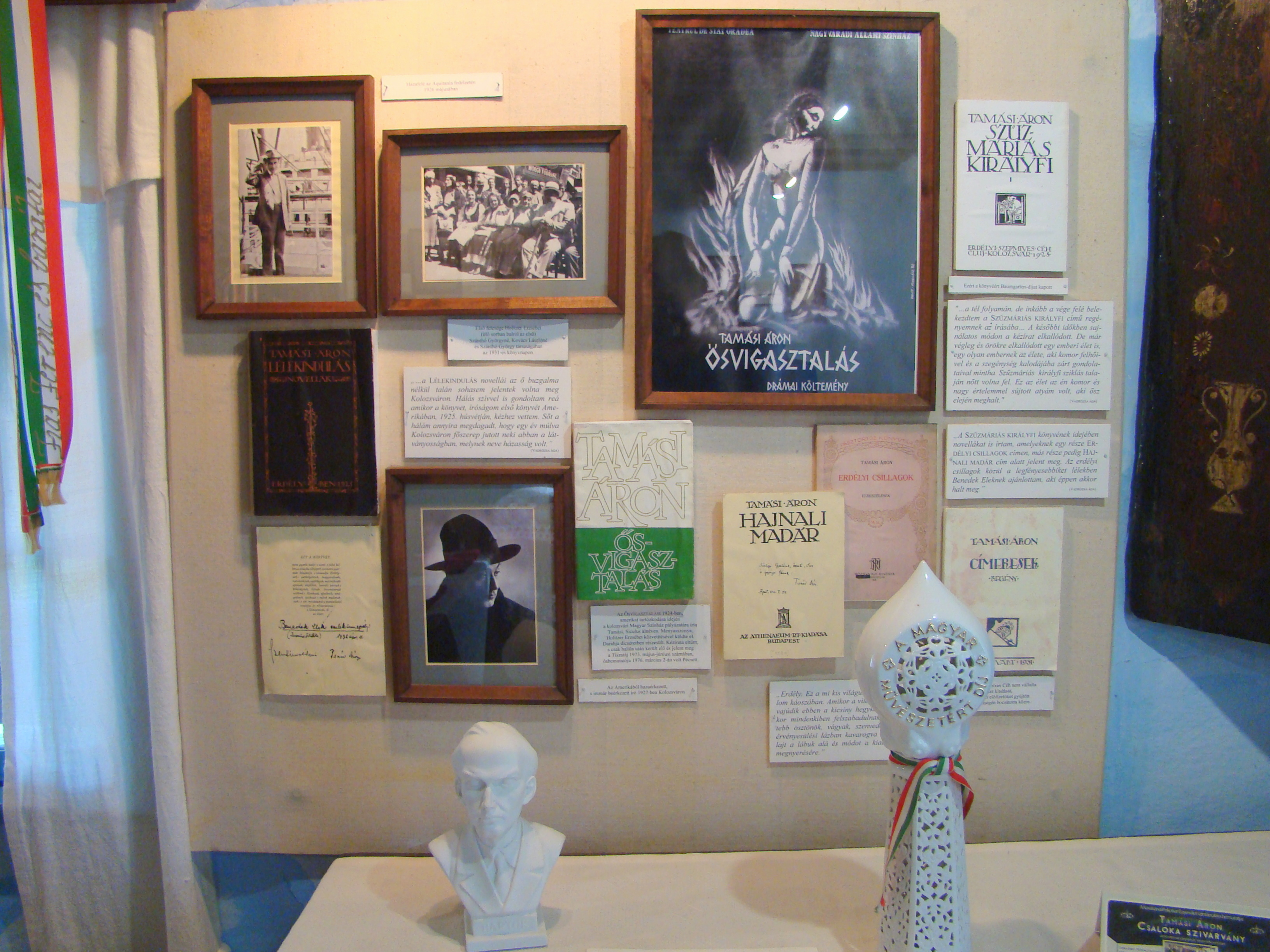
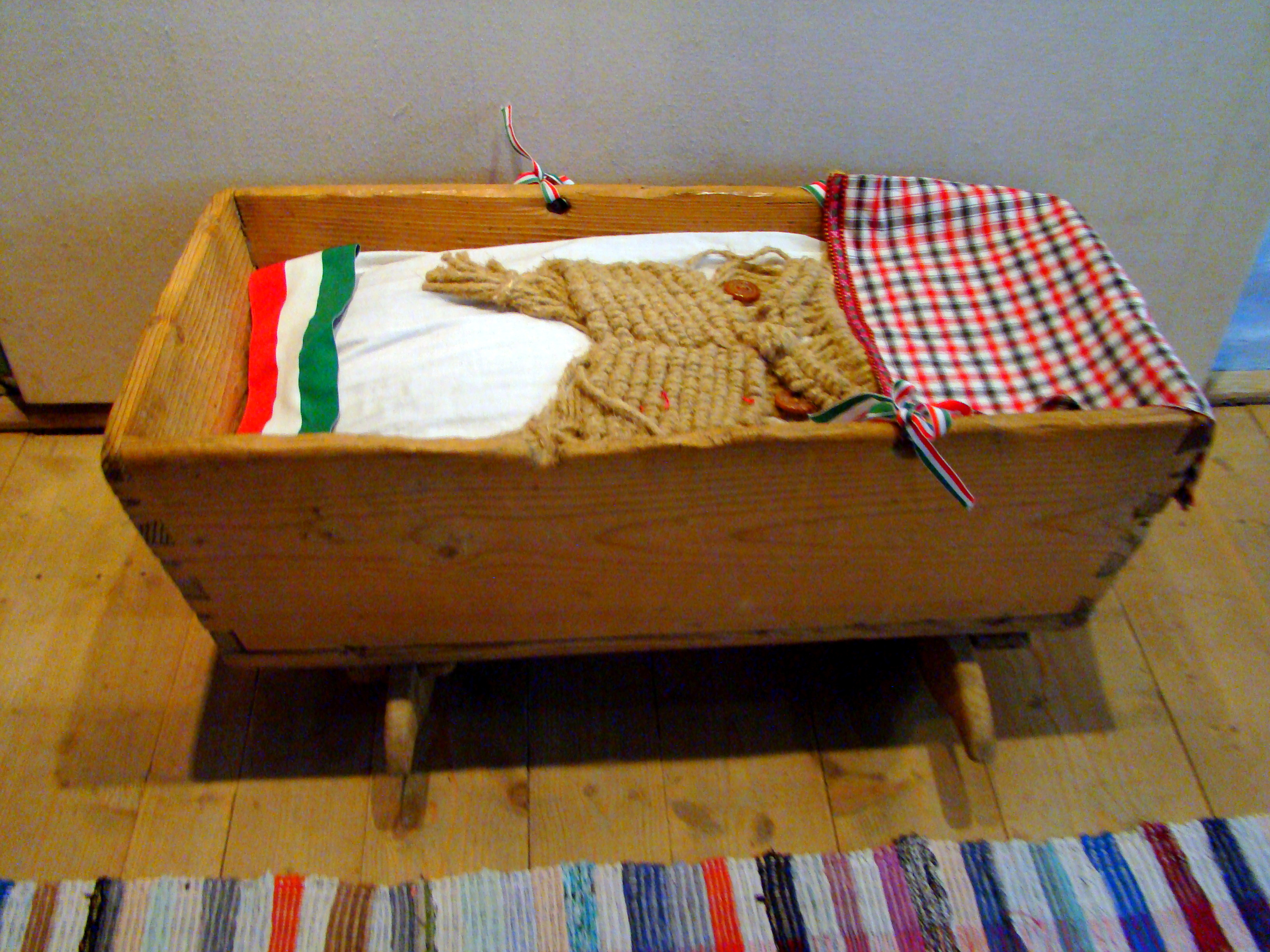
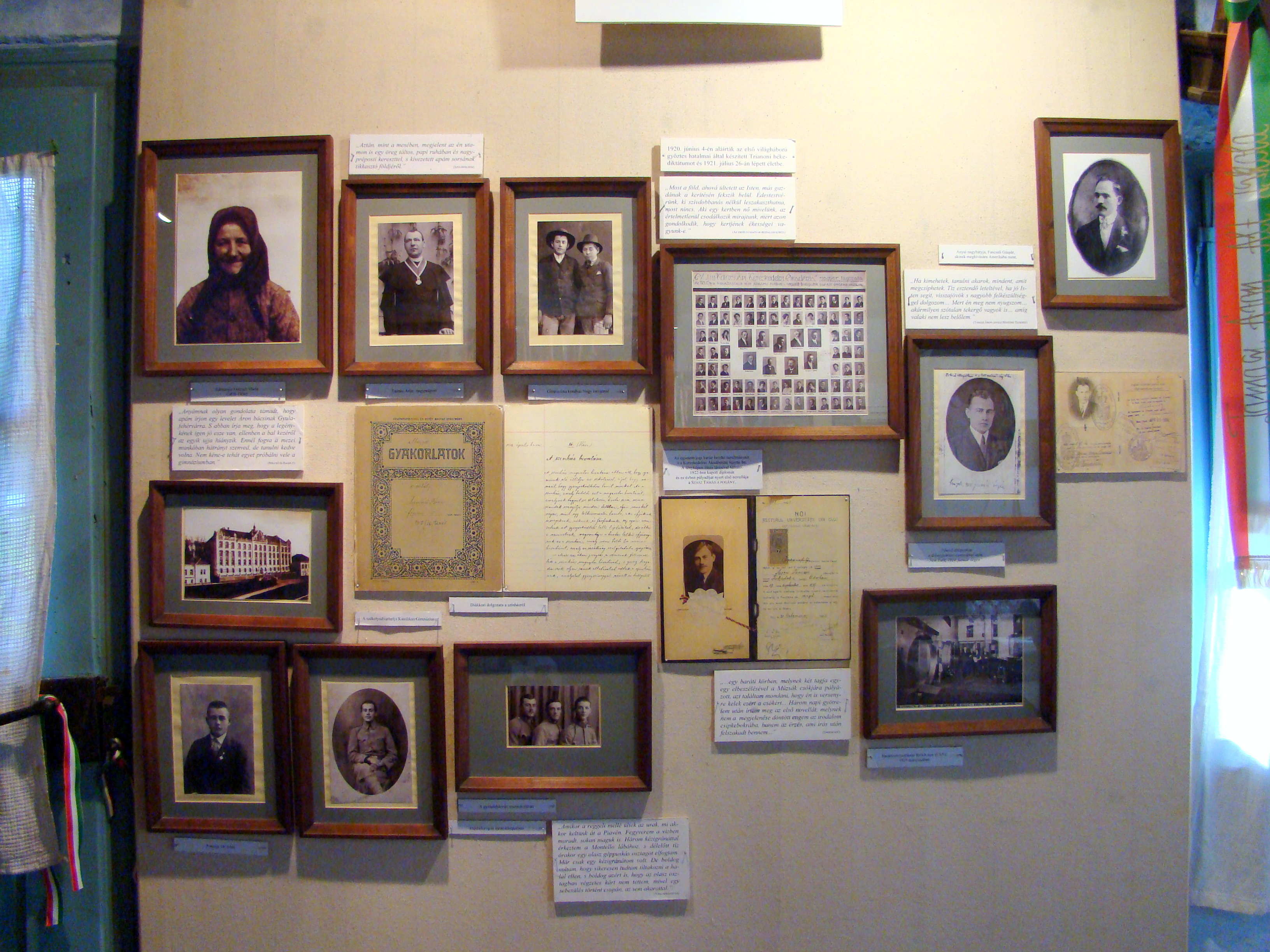
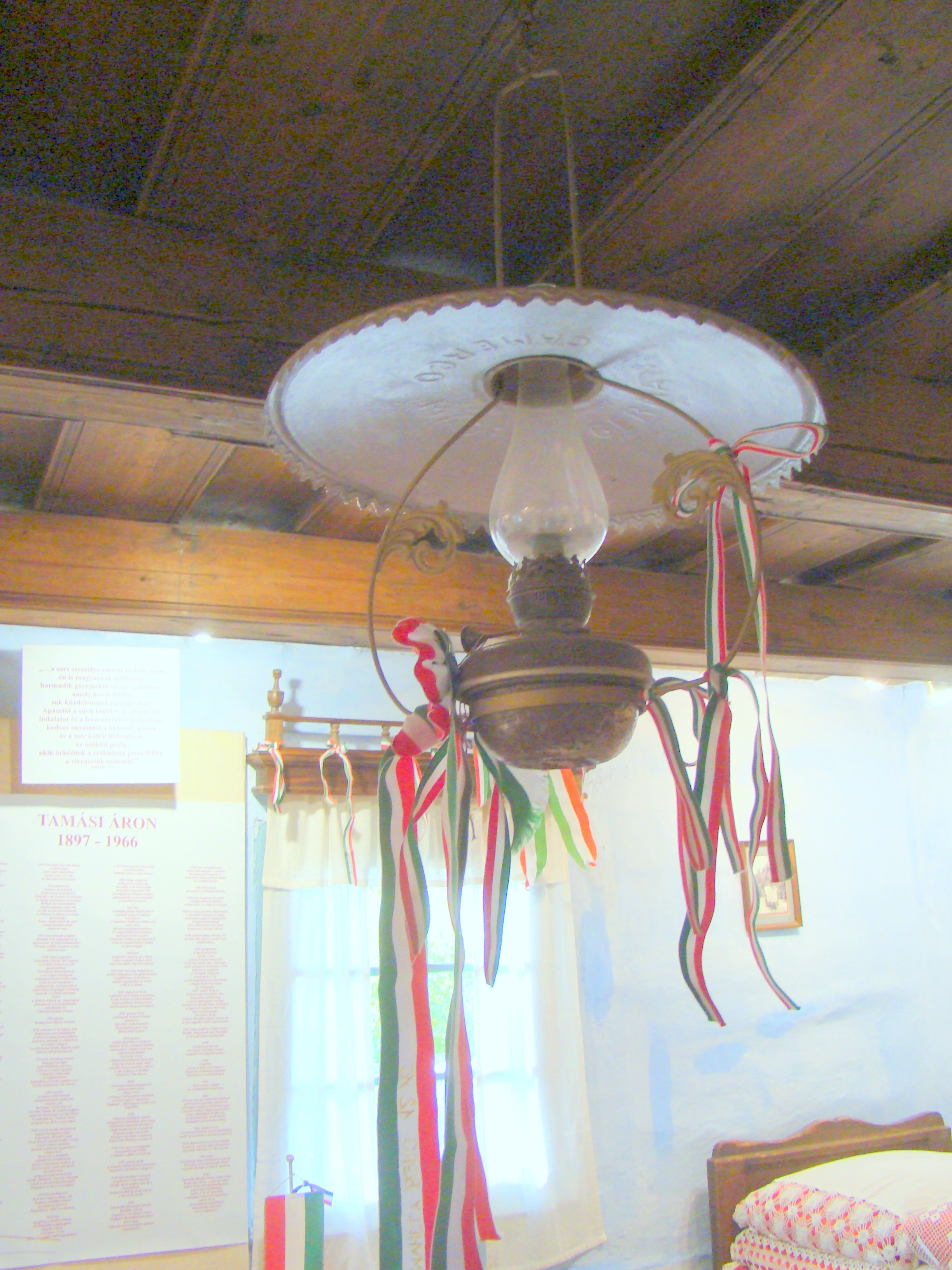
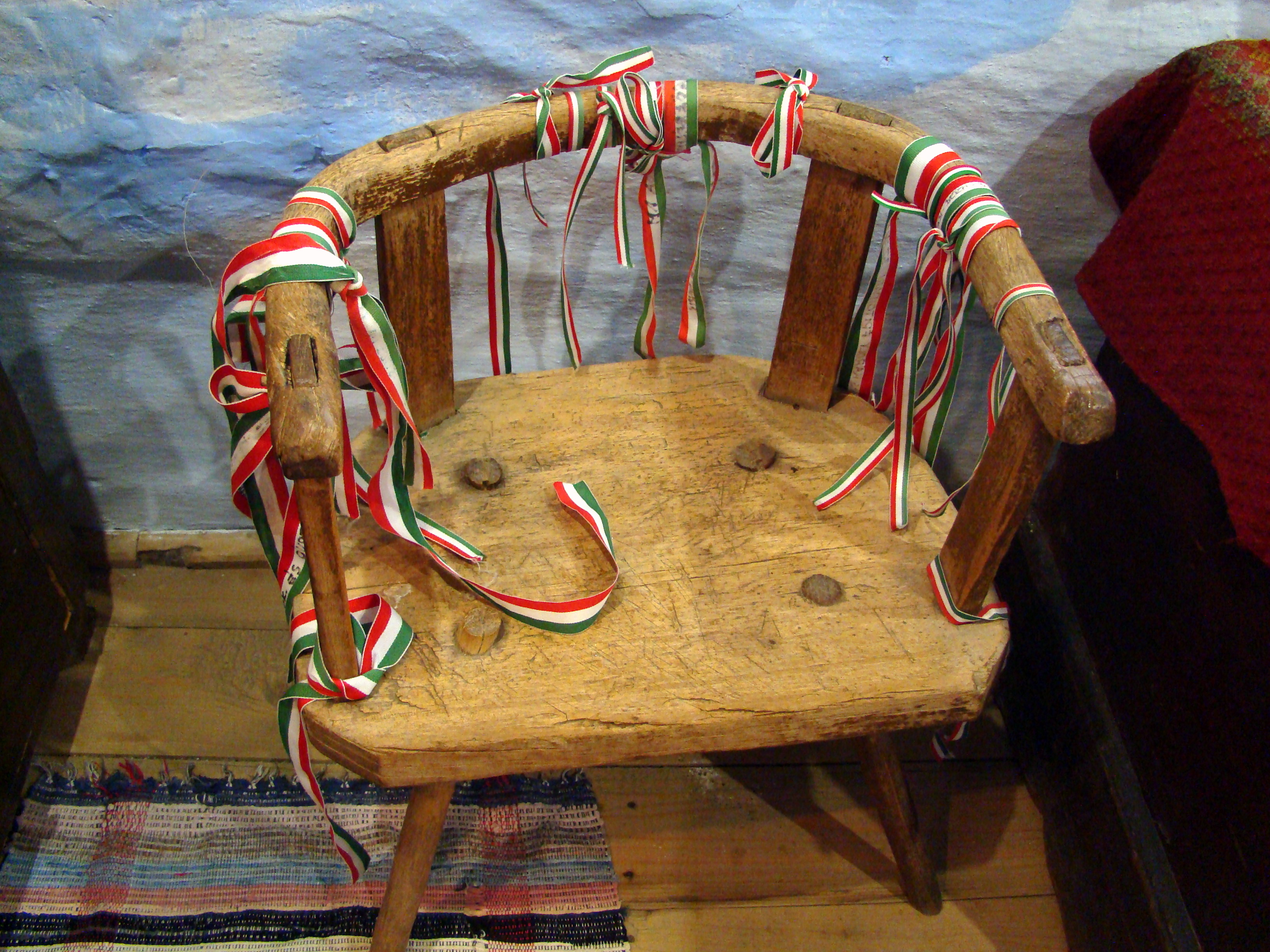
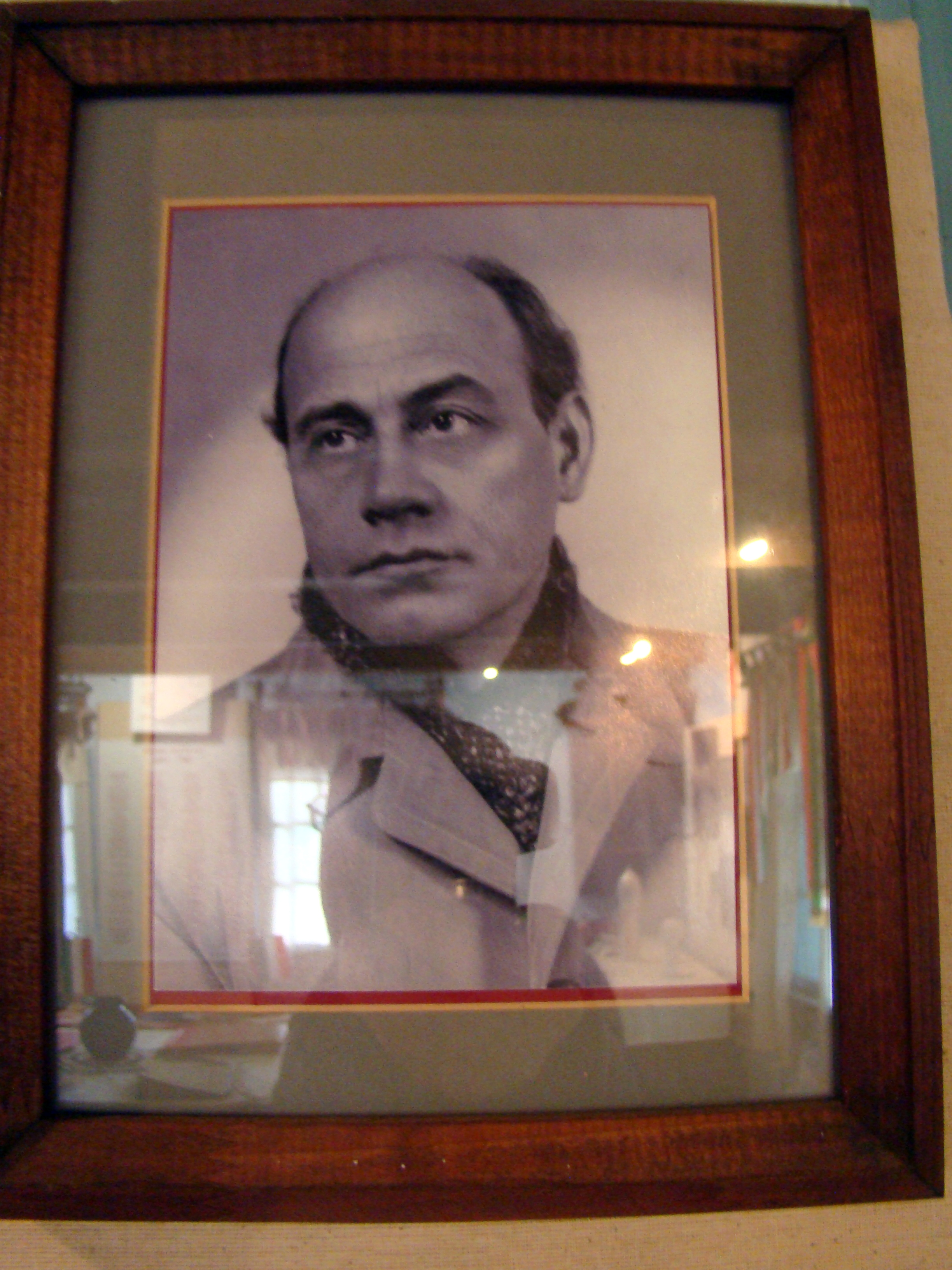
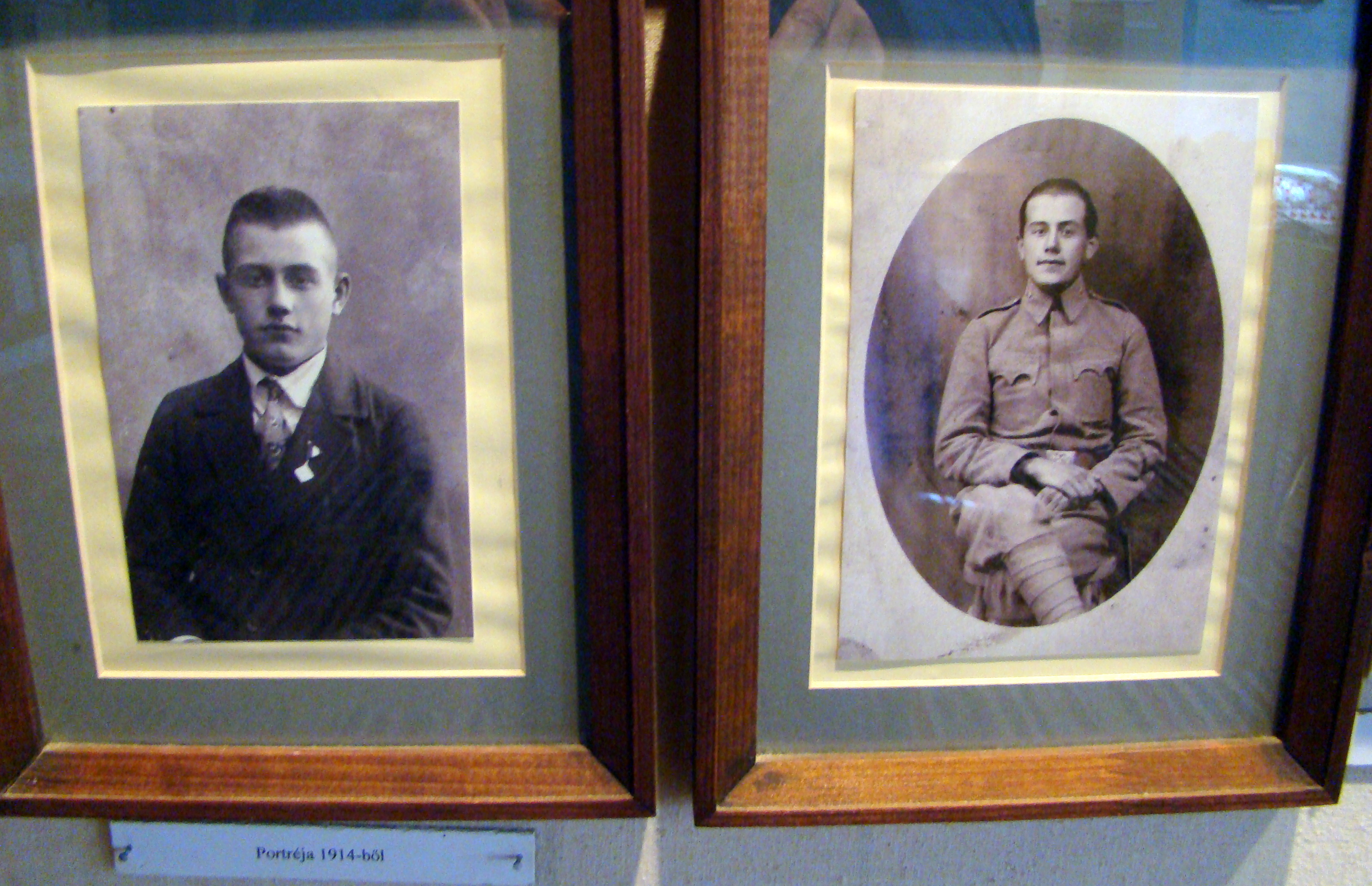
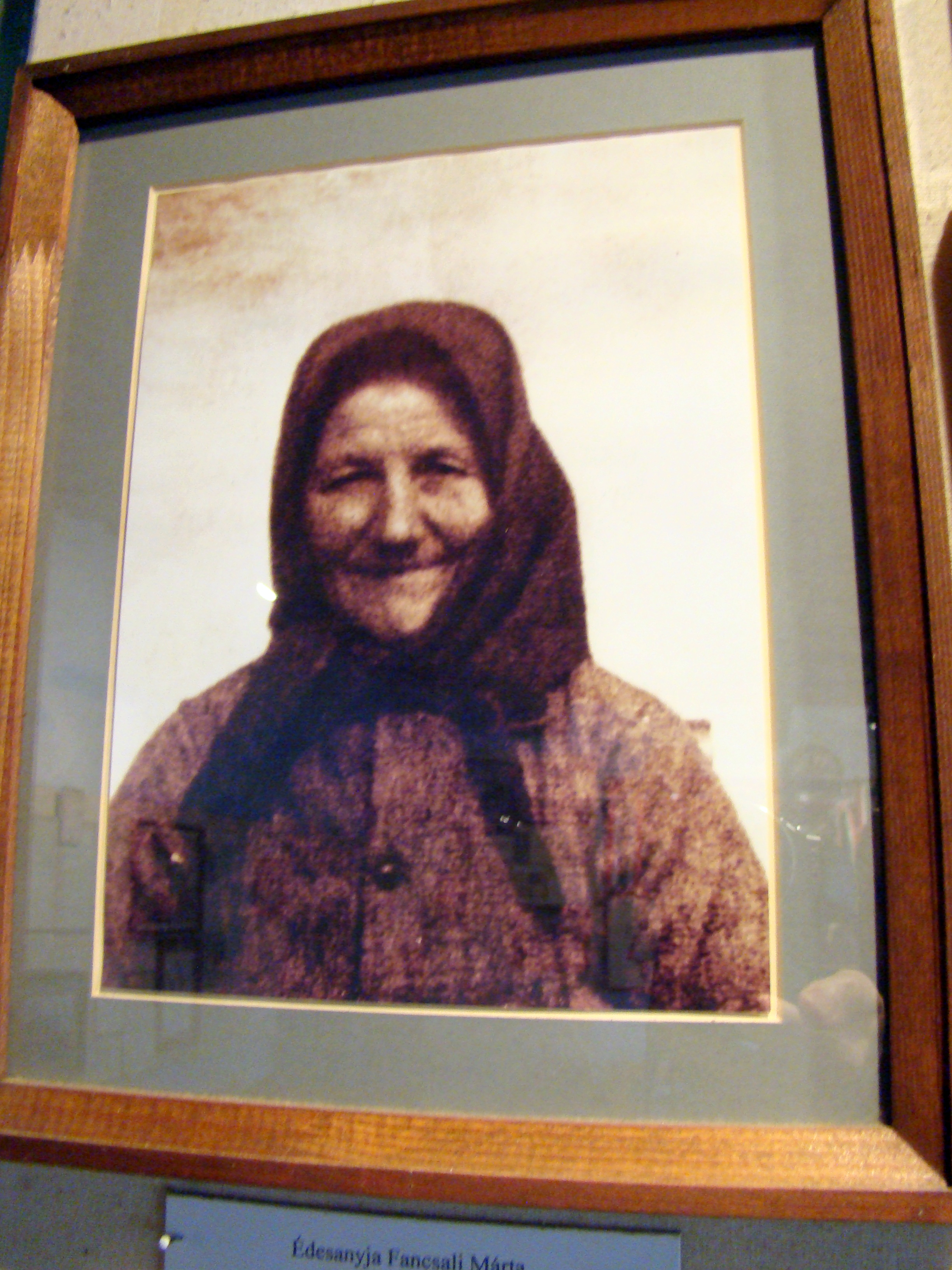
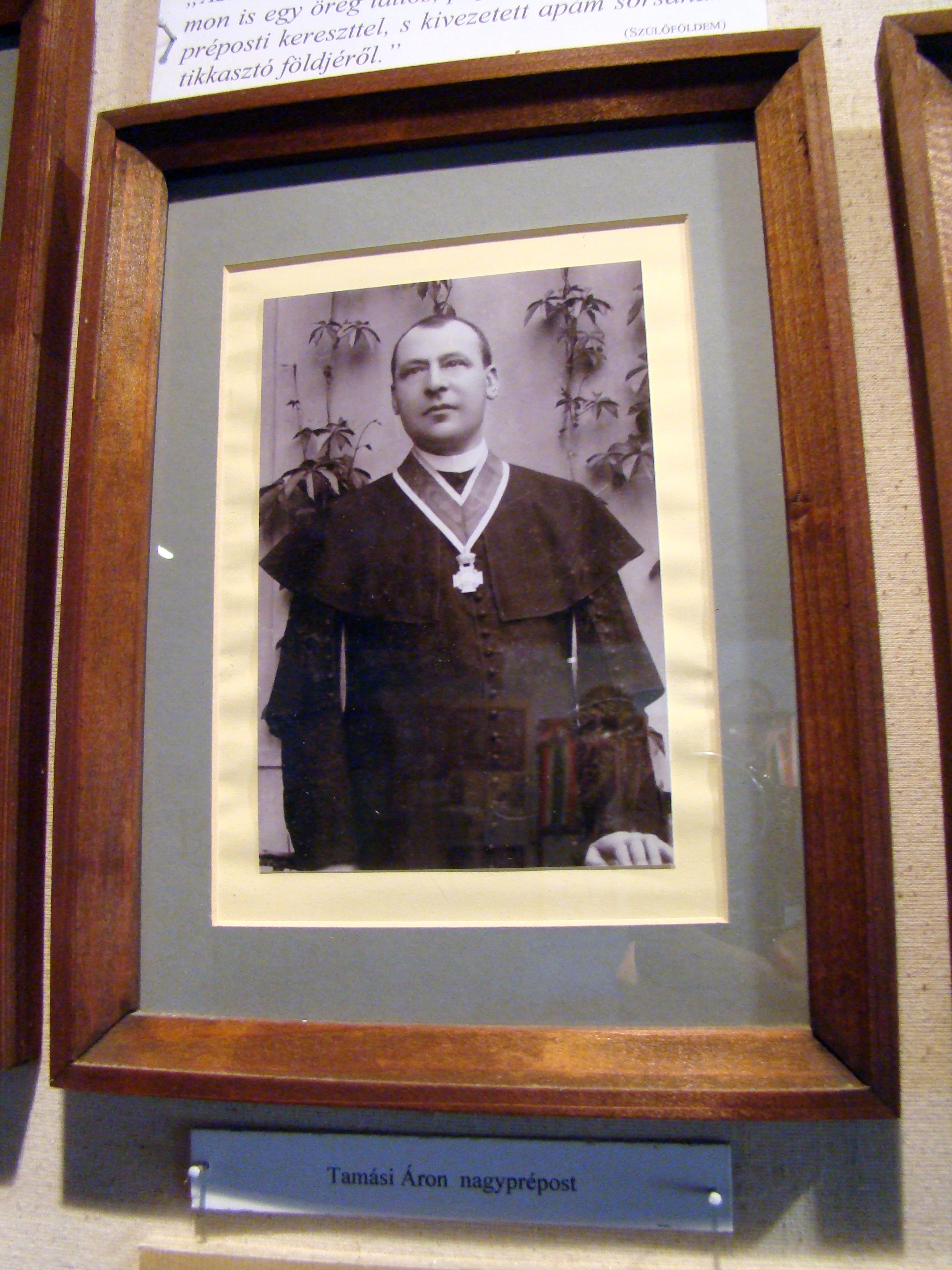
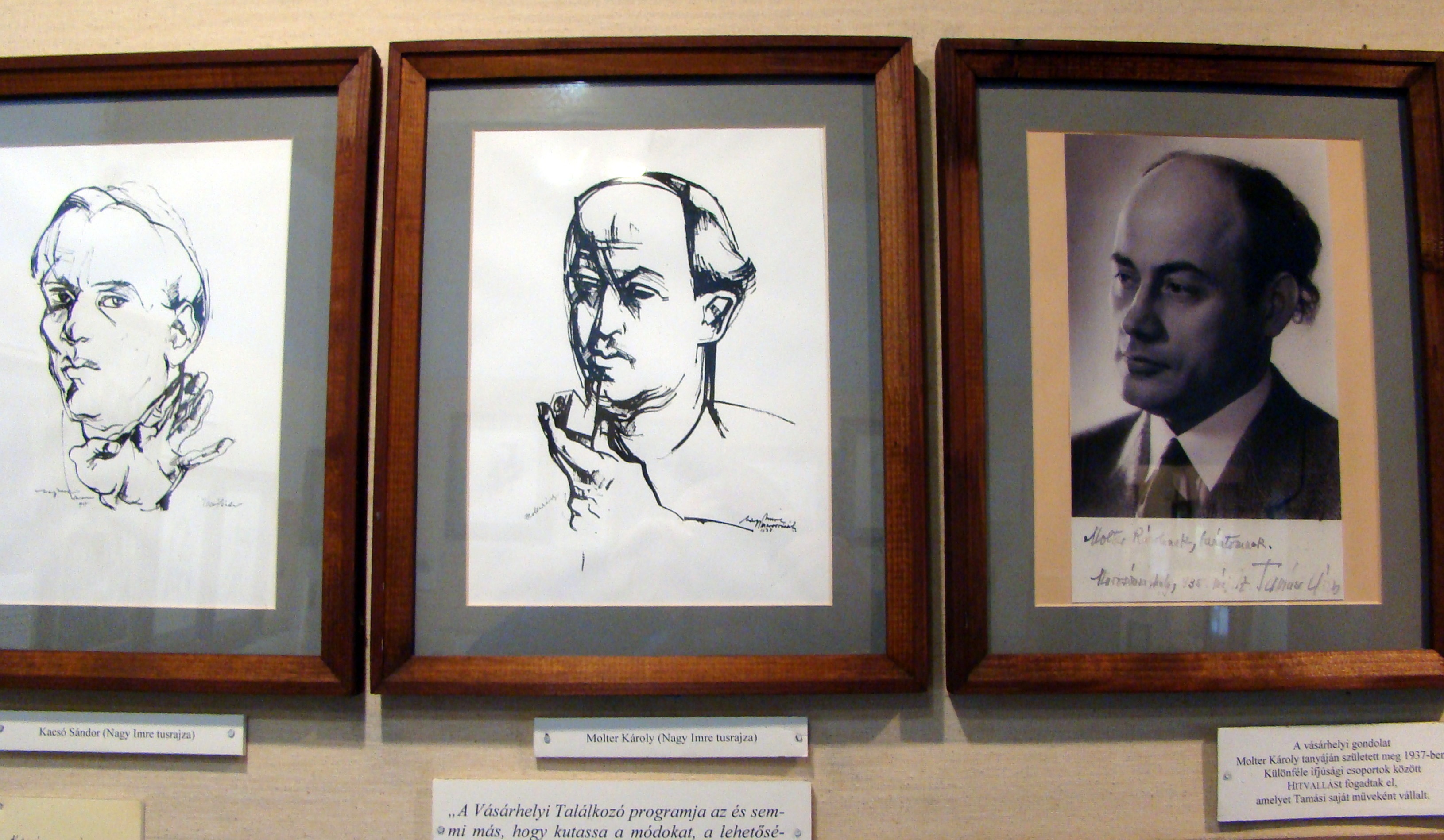
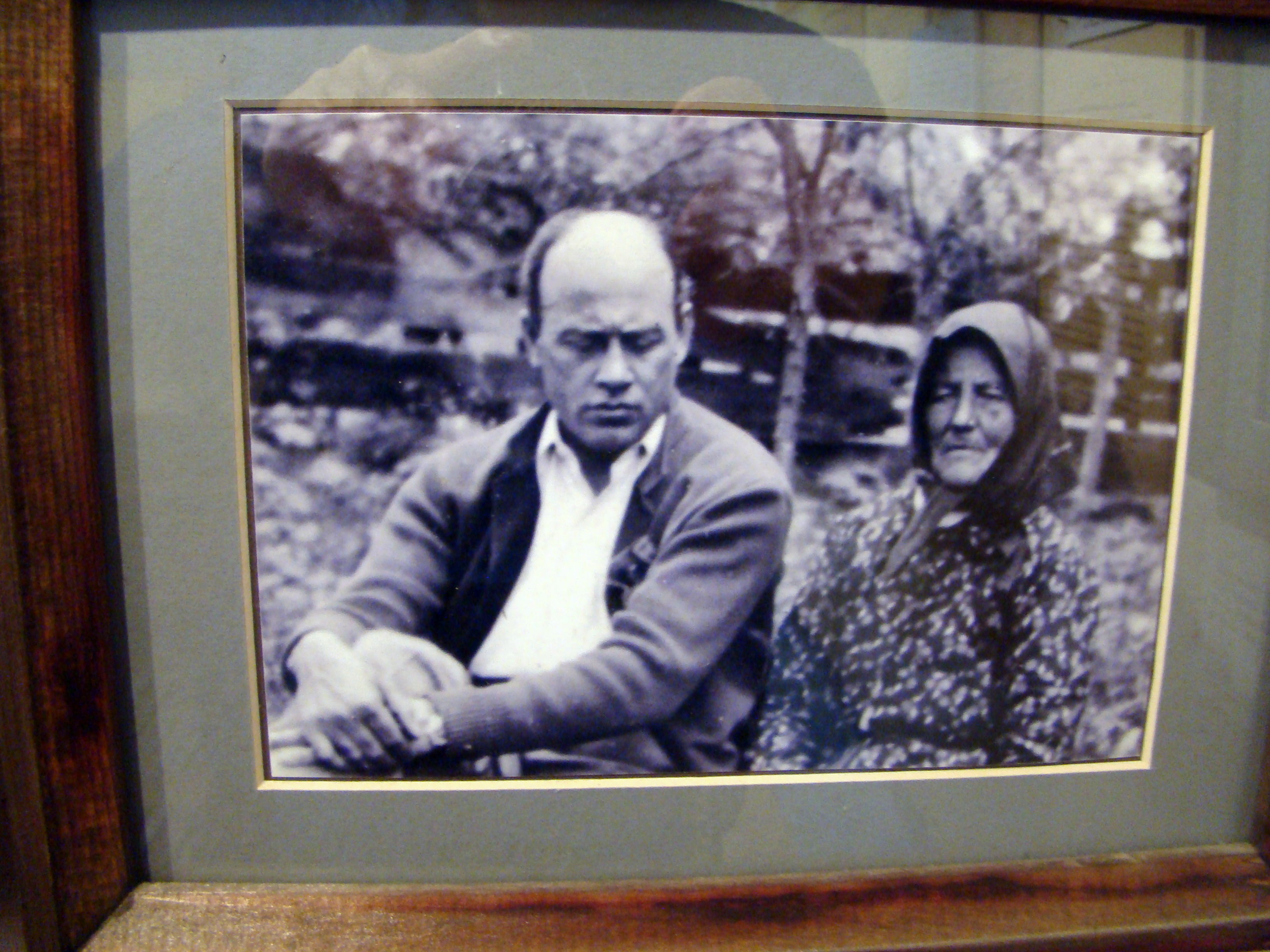
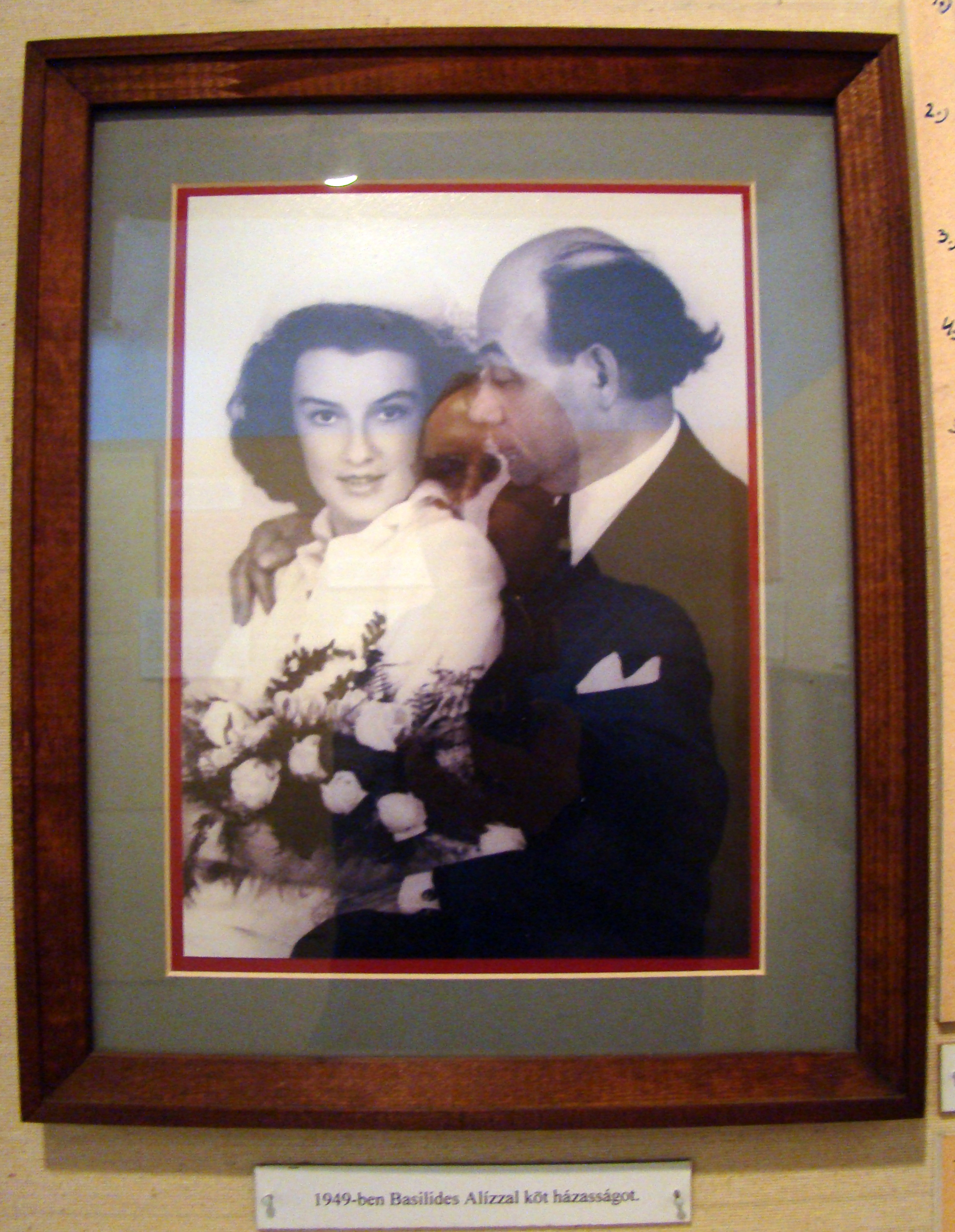
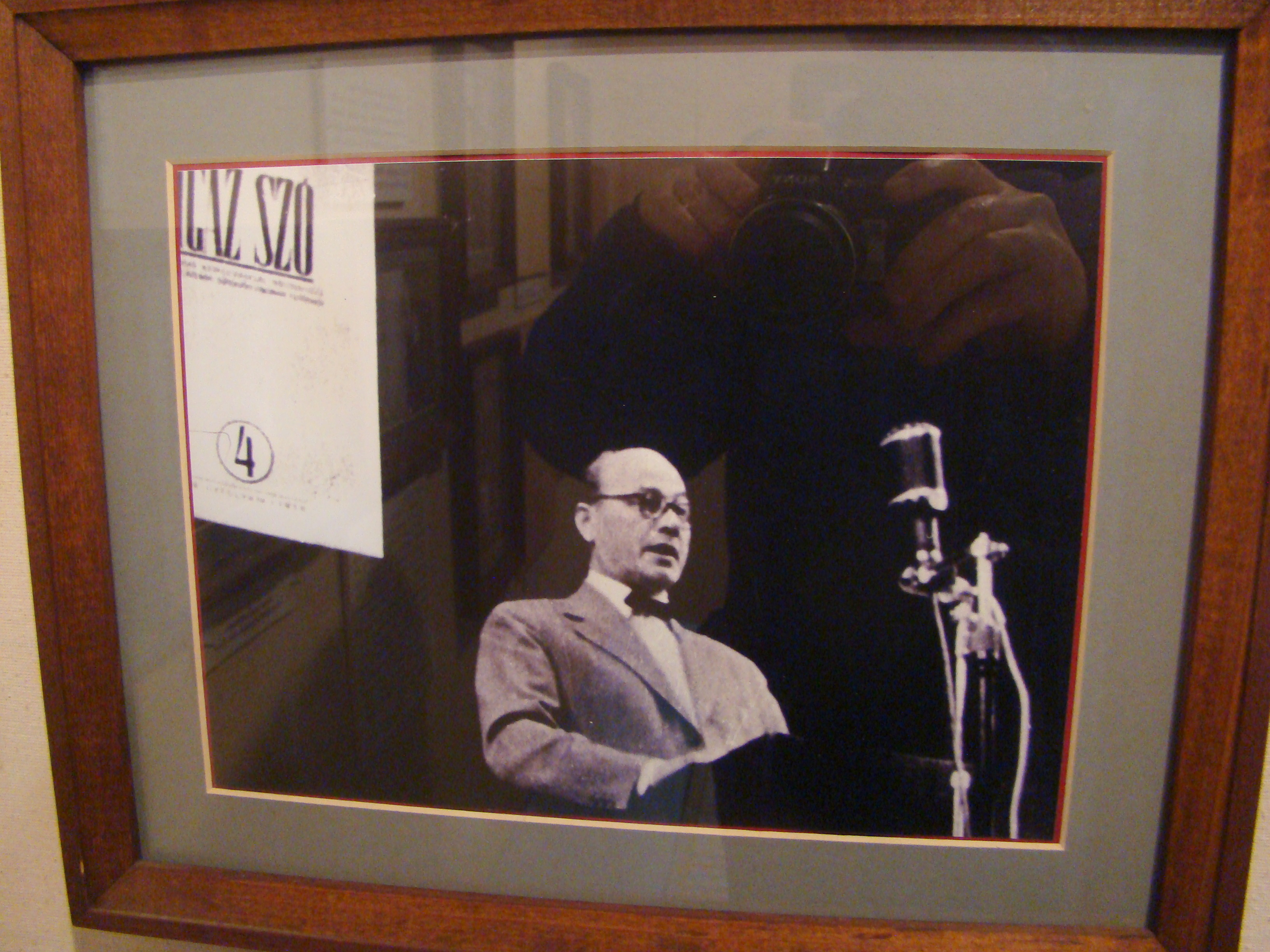
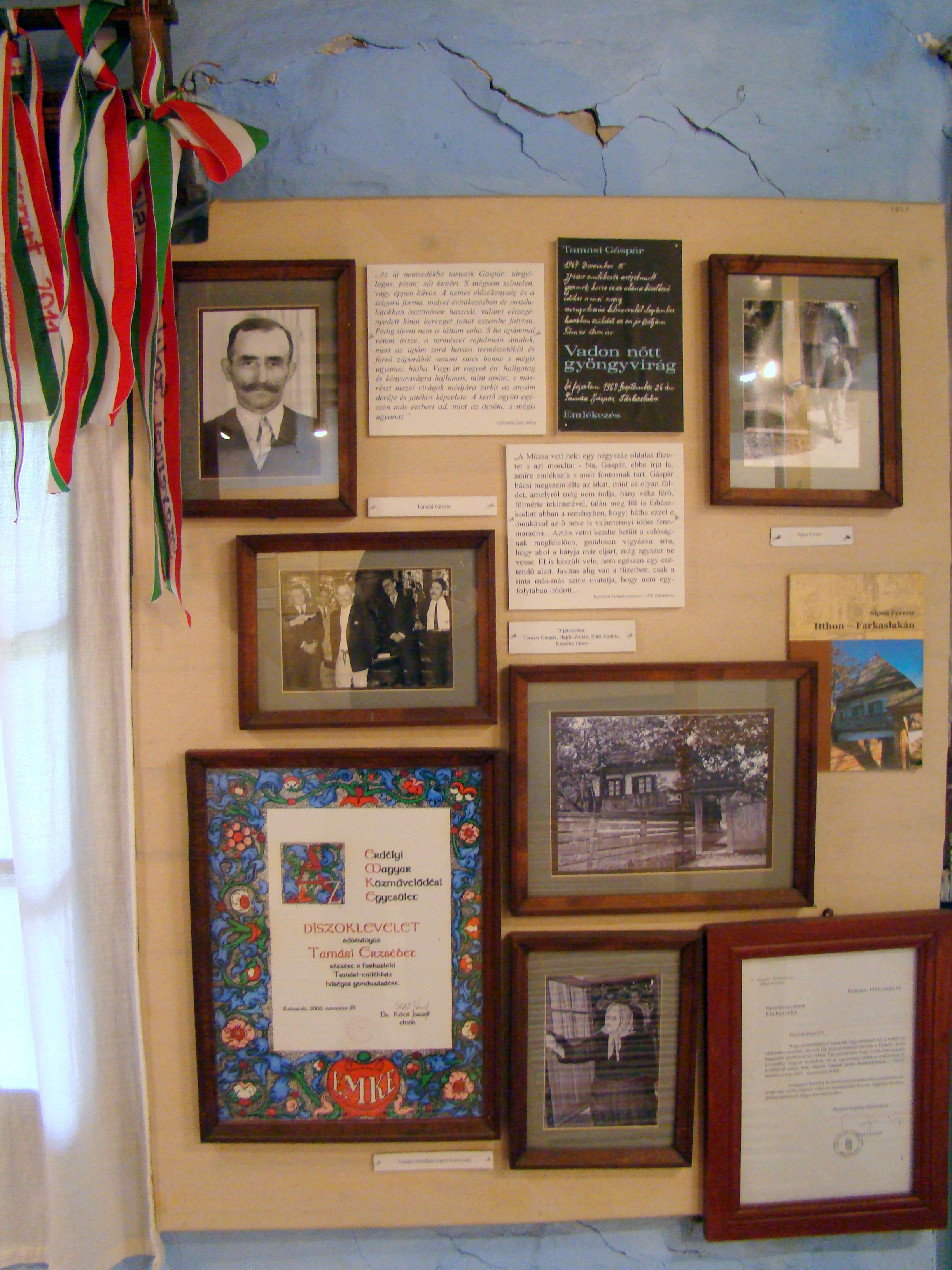
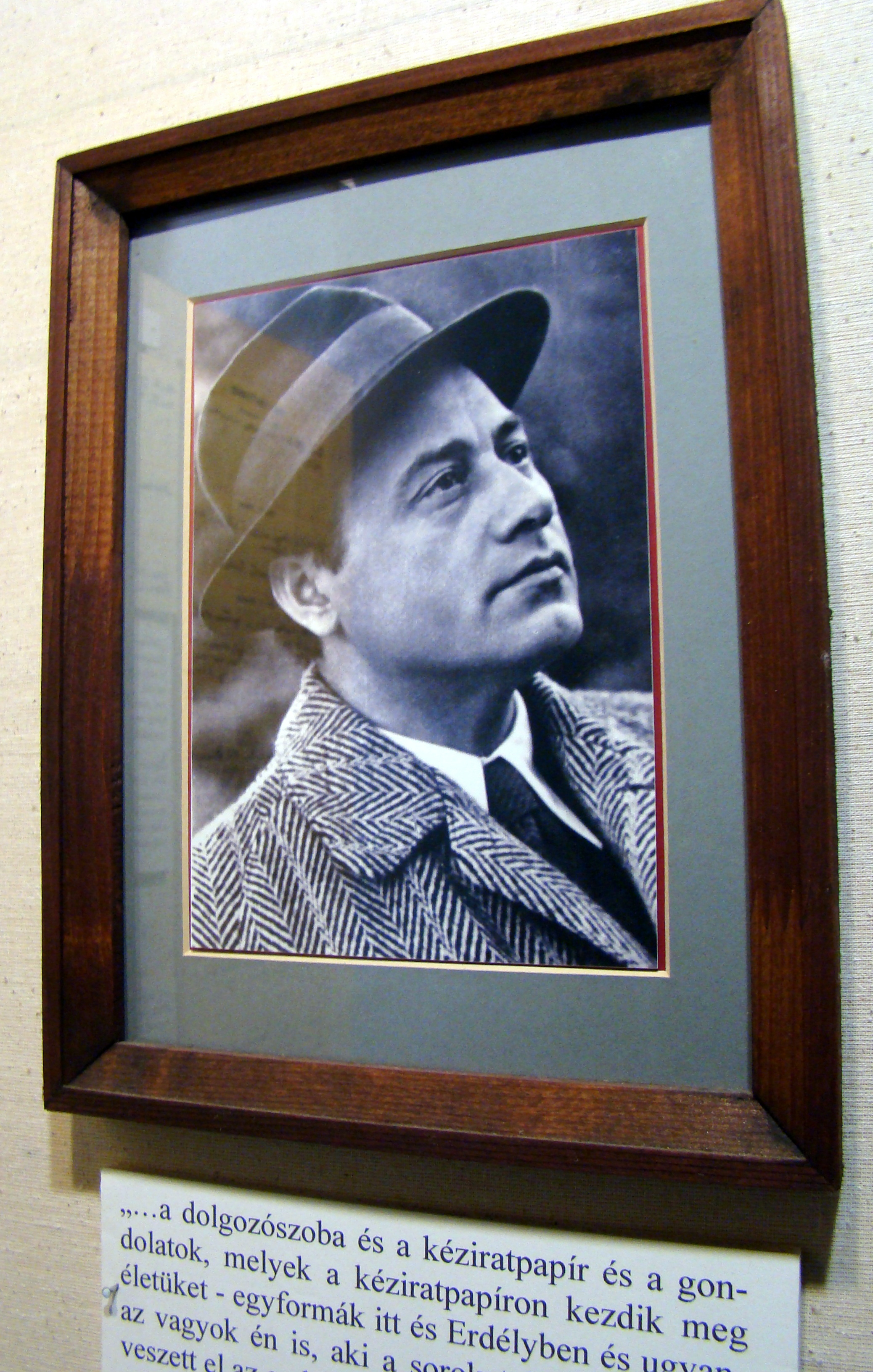

## Vezi și
- Lupeni, Harghita
- Áron Tamási

## Legături externe
- Casa memorială Tamási Áron
- Monumente istorice din România-Fișă și localizare de monument

## Imagini din exterior

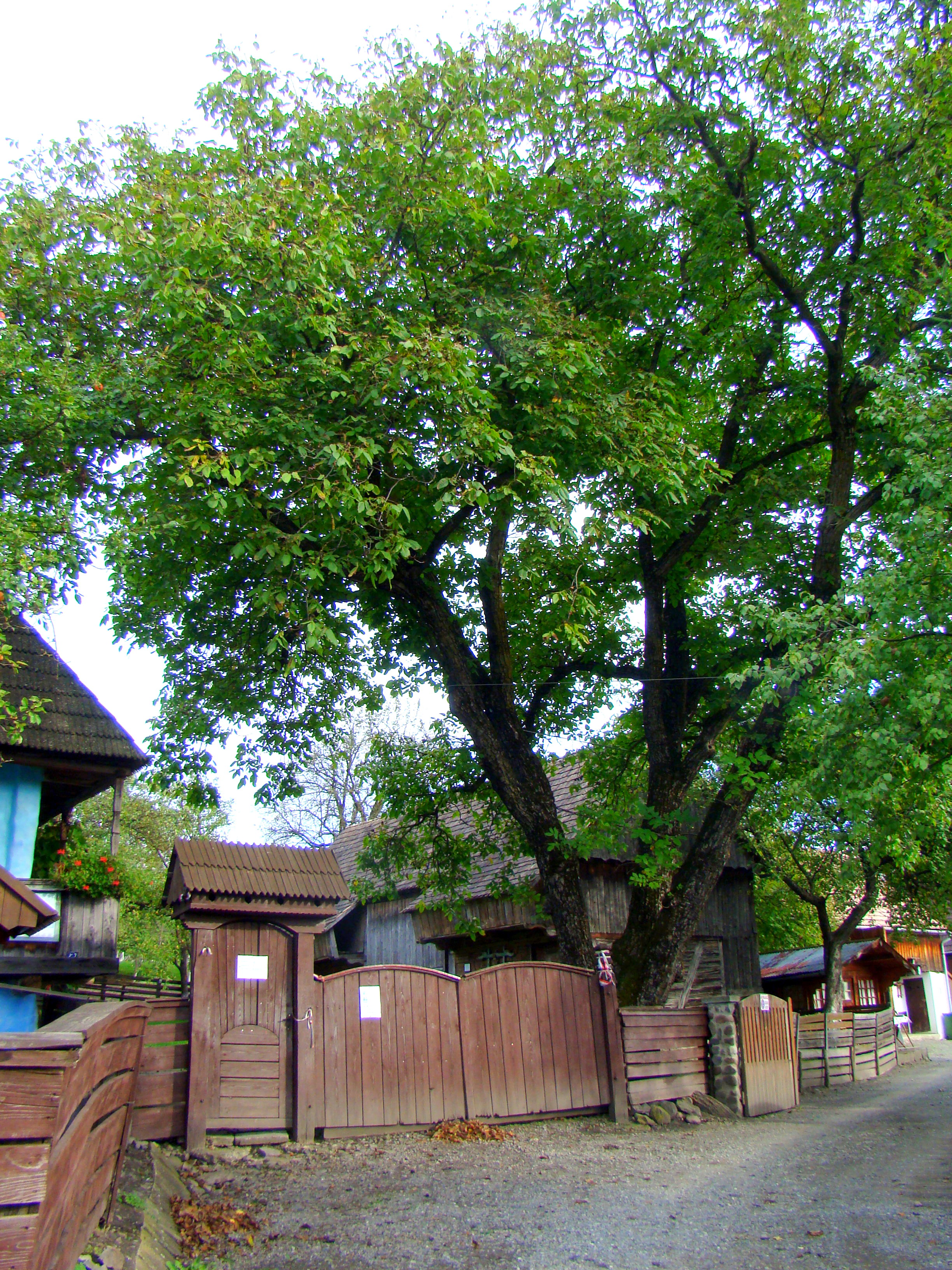
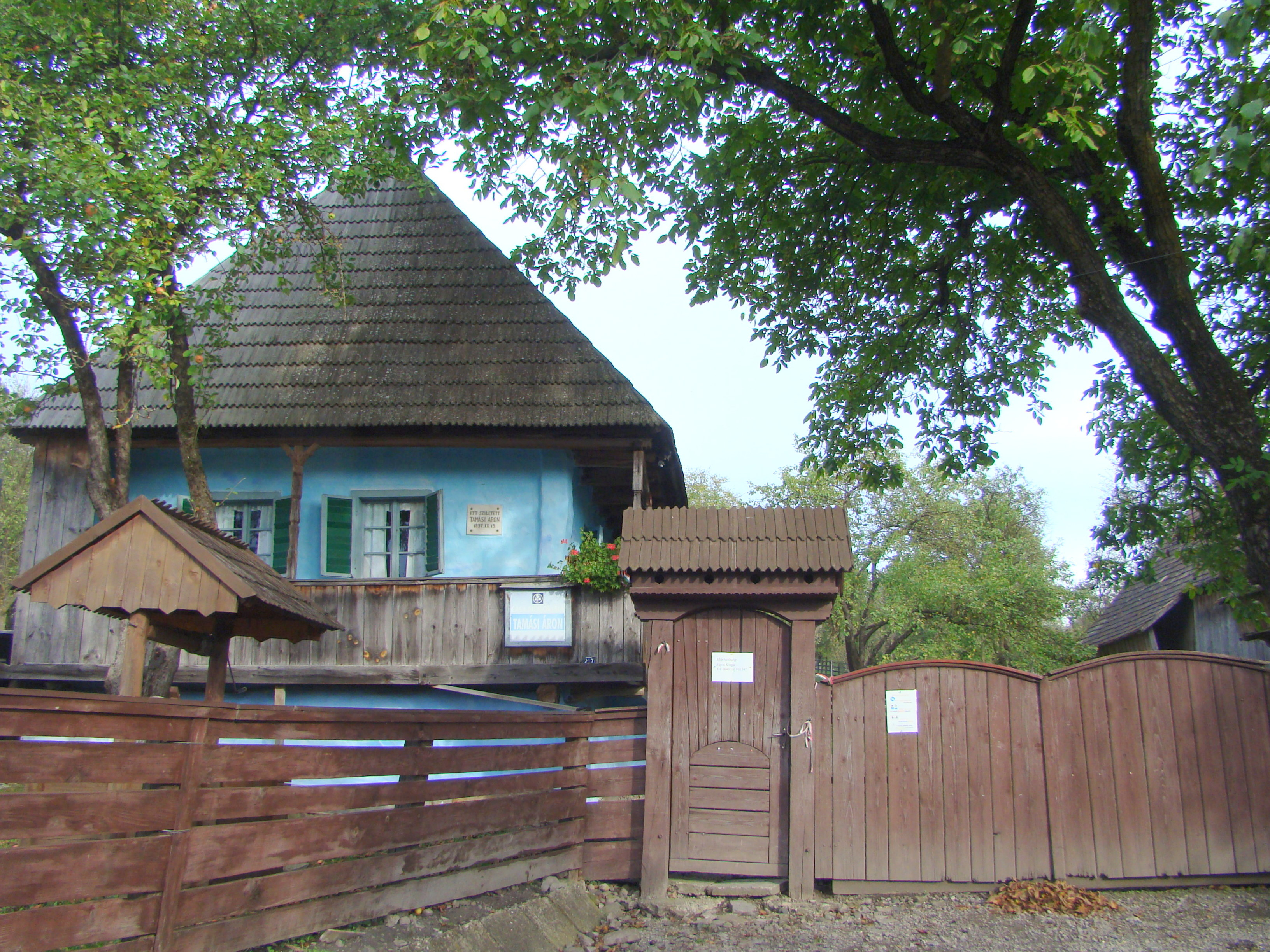
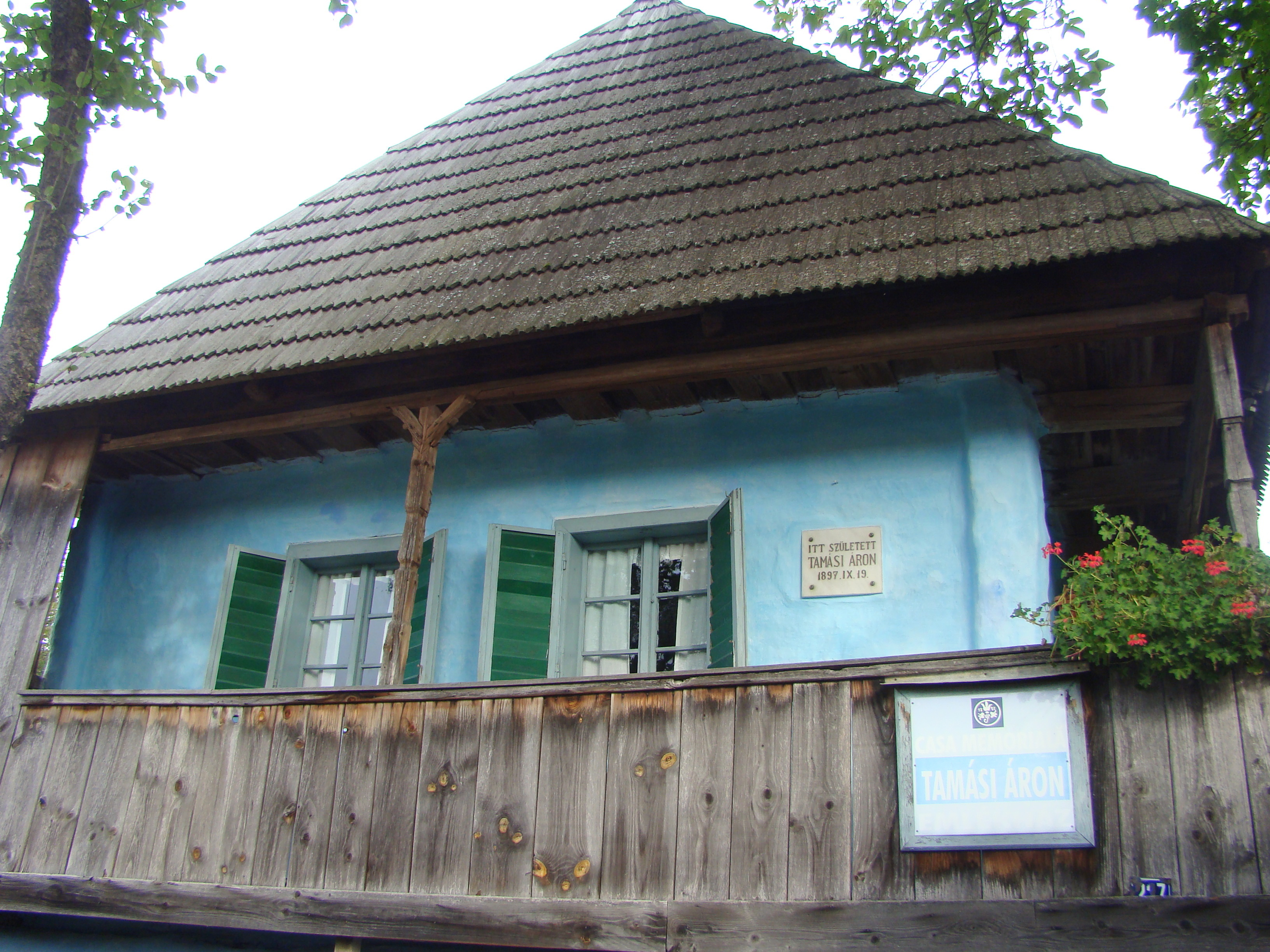
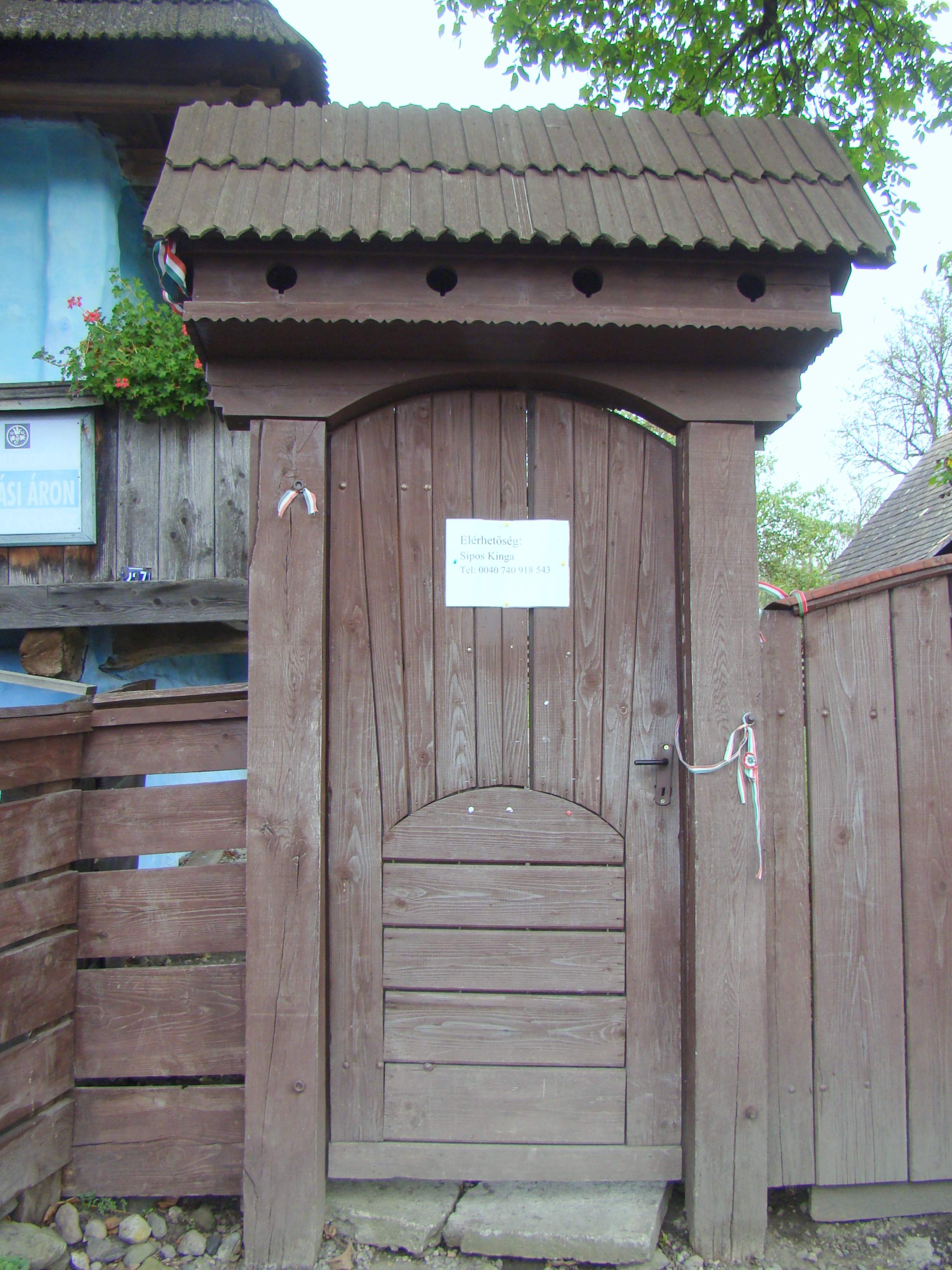
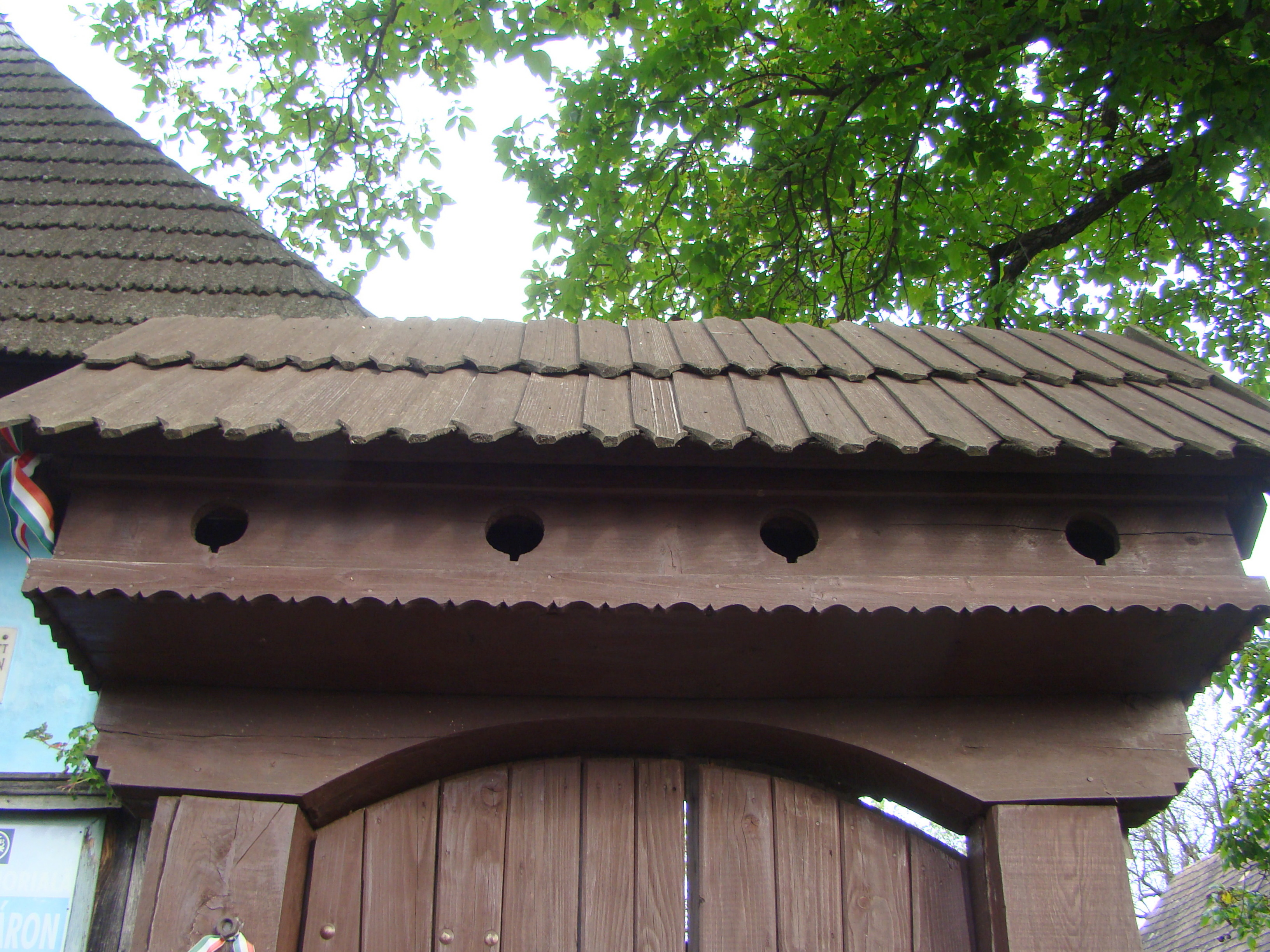
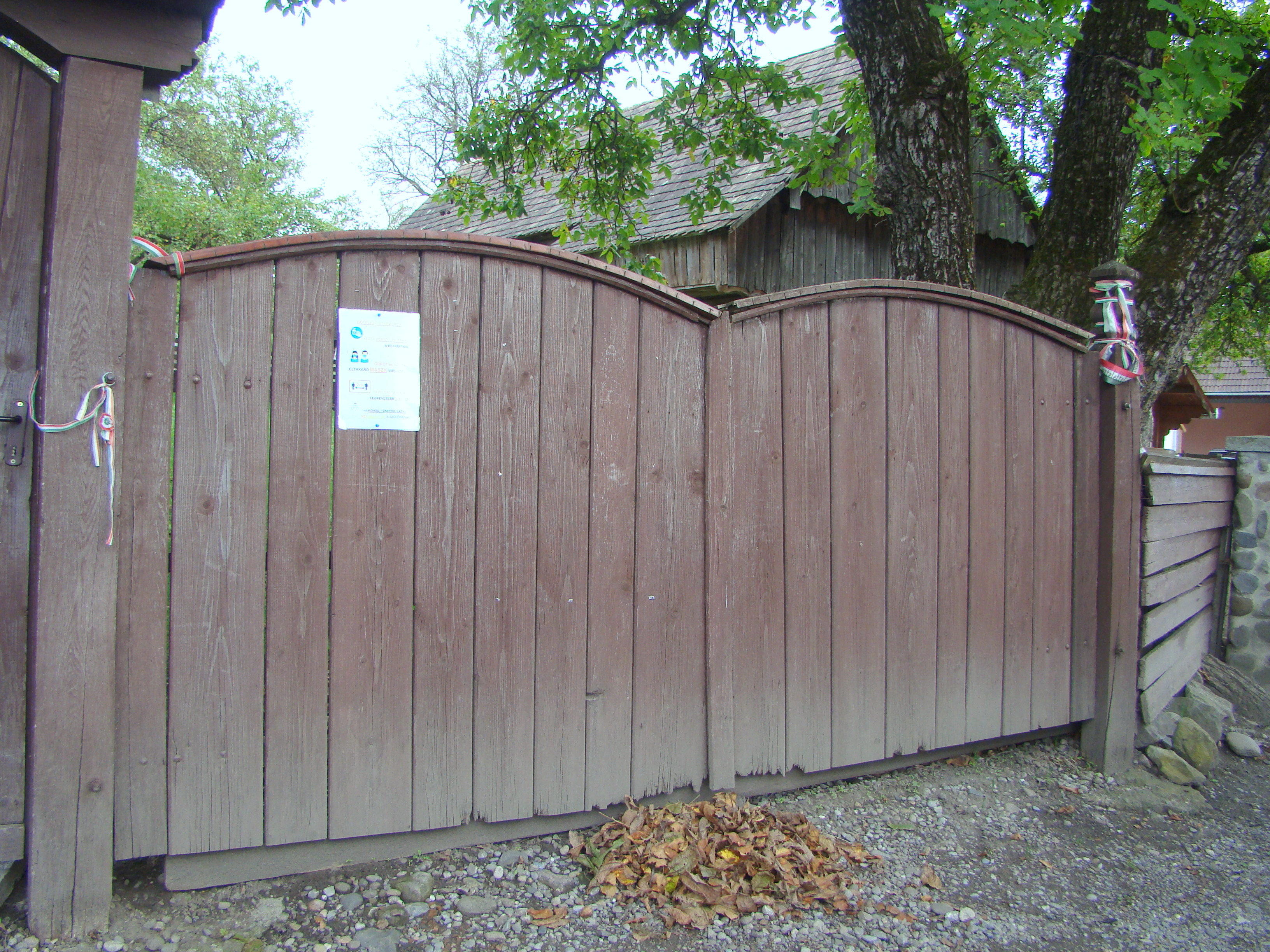
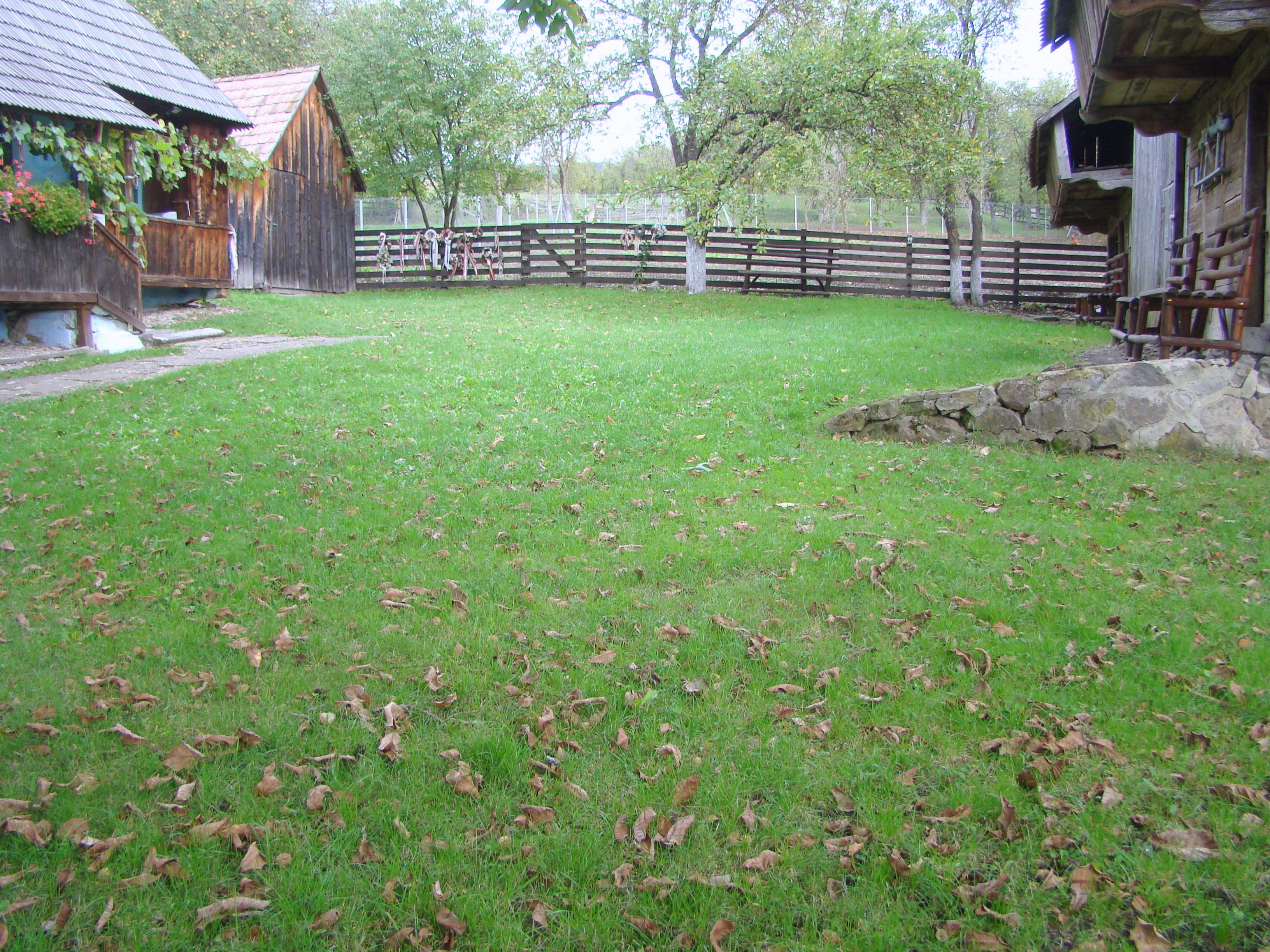
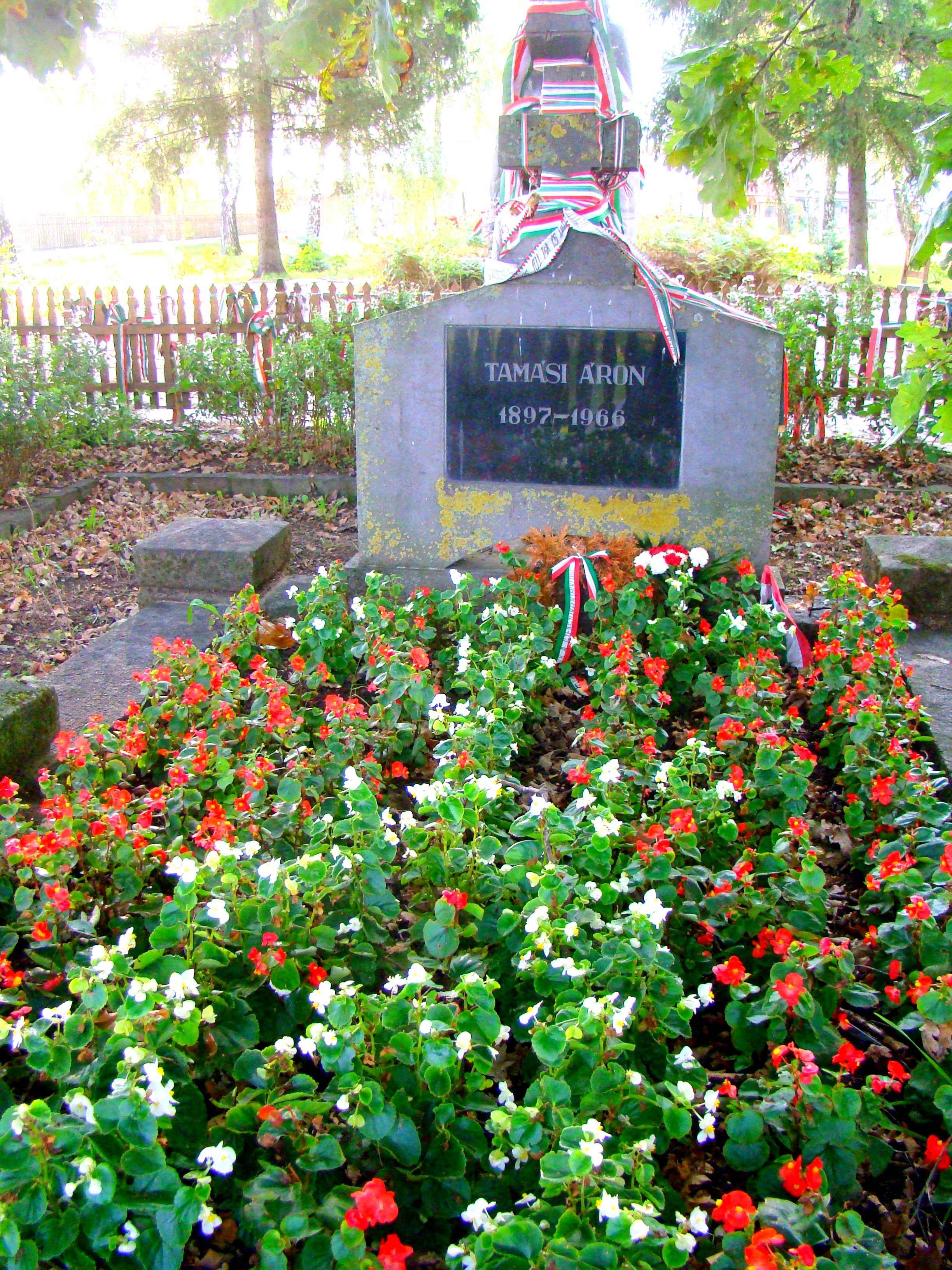
Mormântul lui Tamási Áron
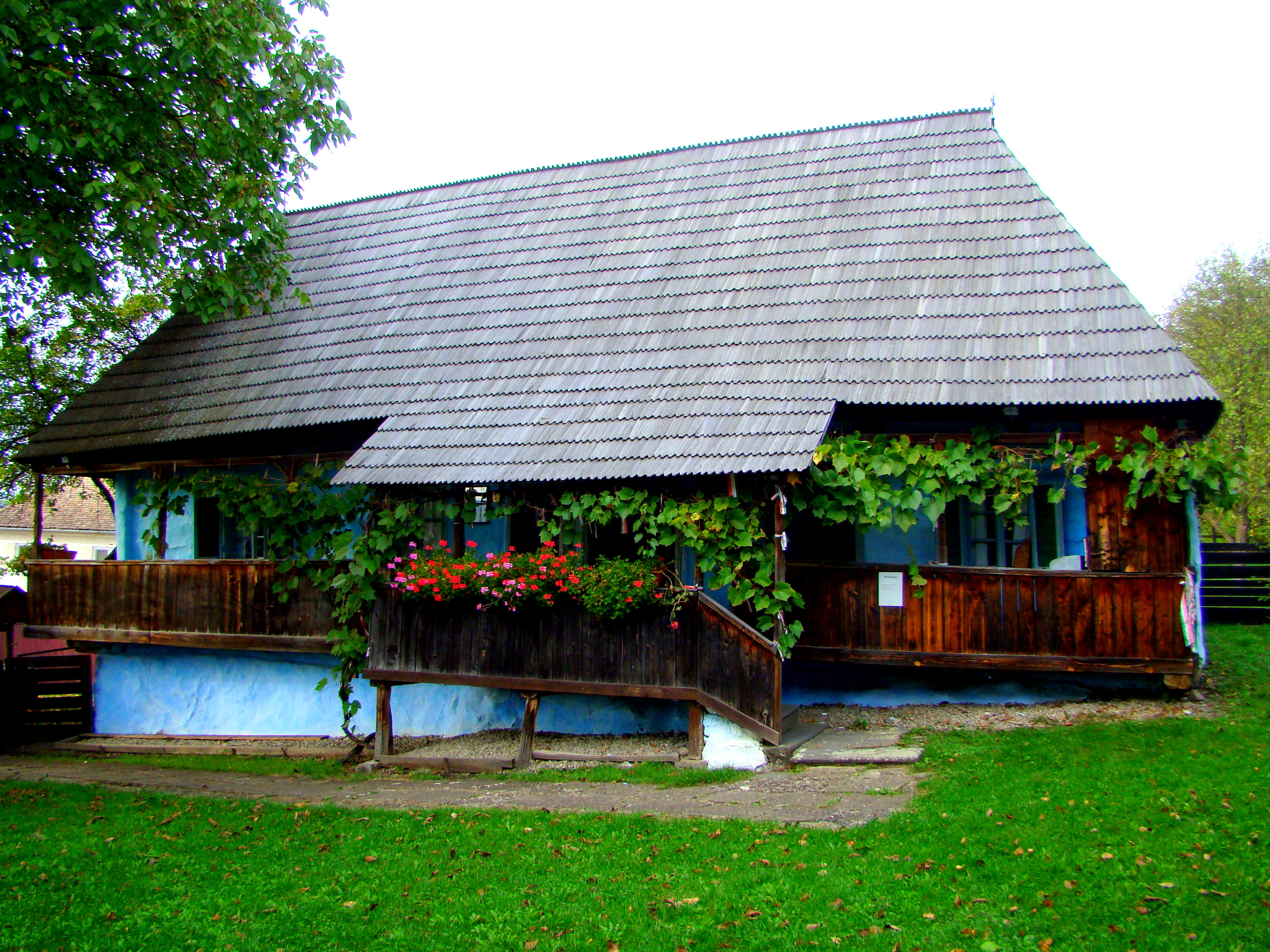
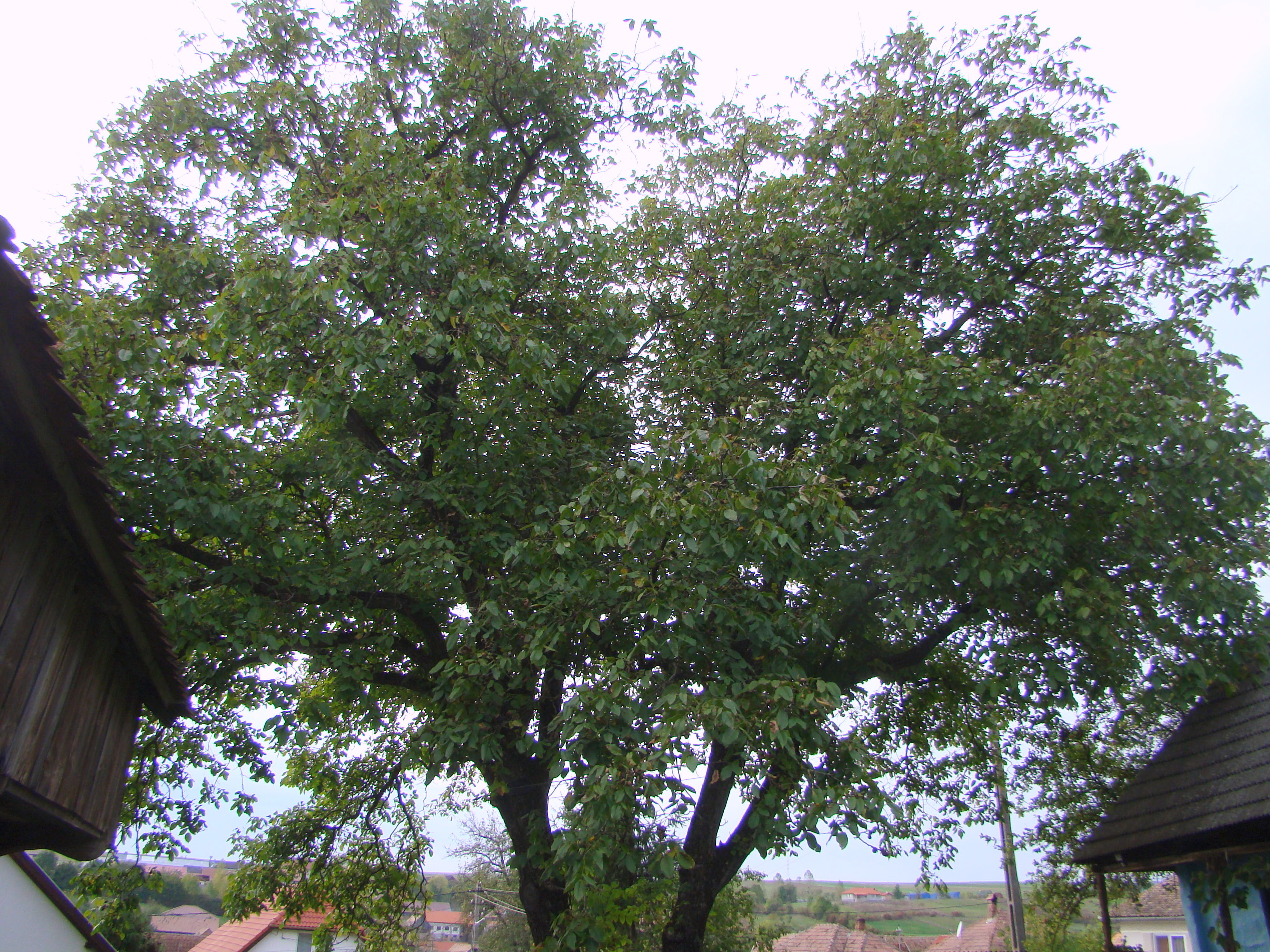
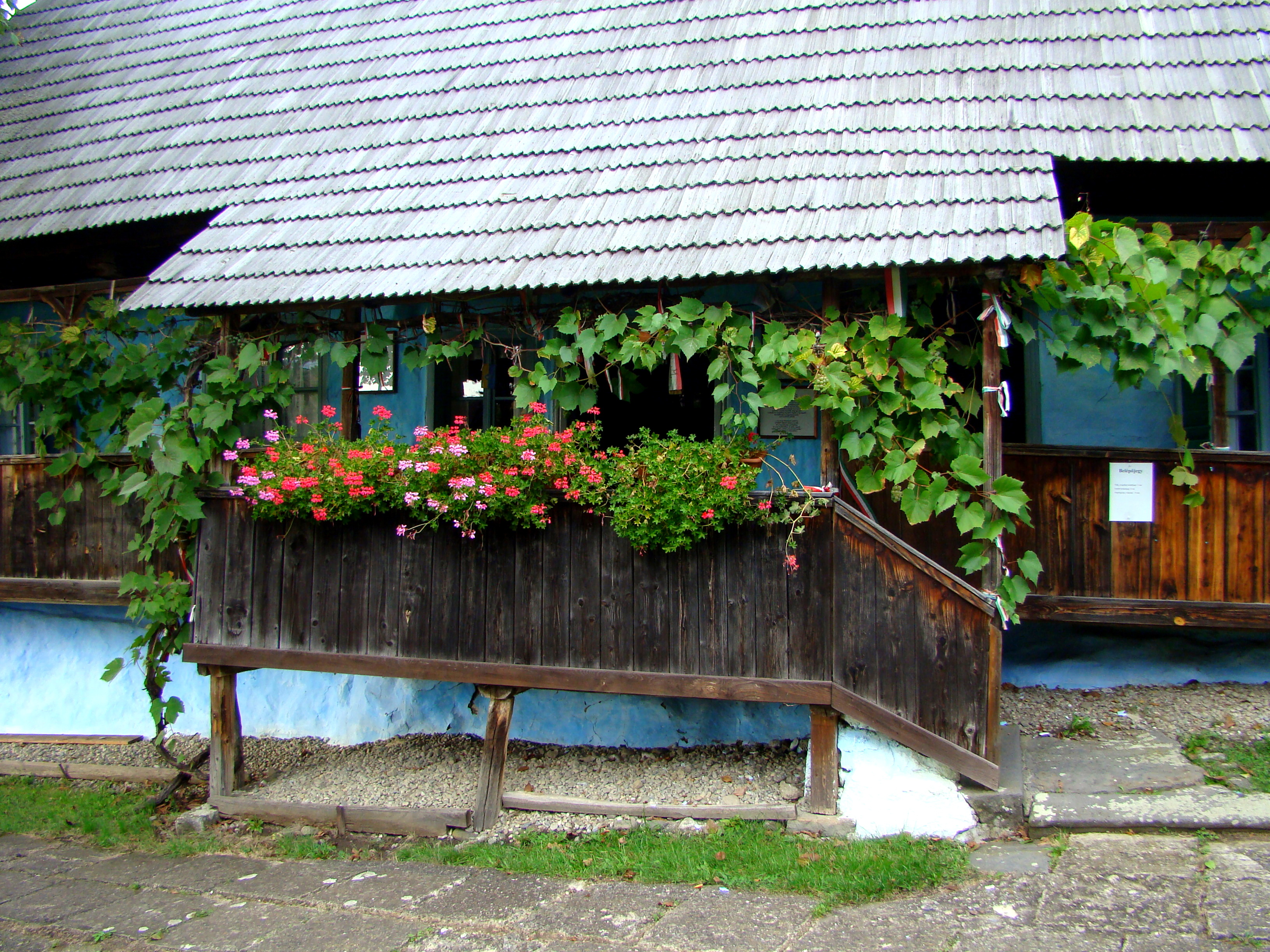
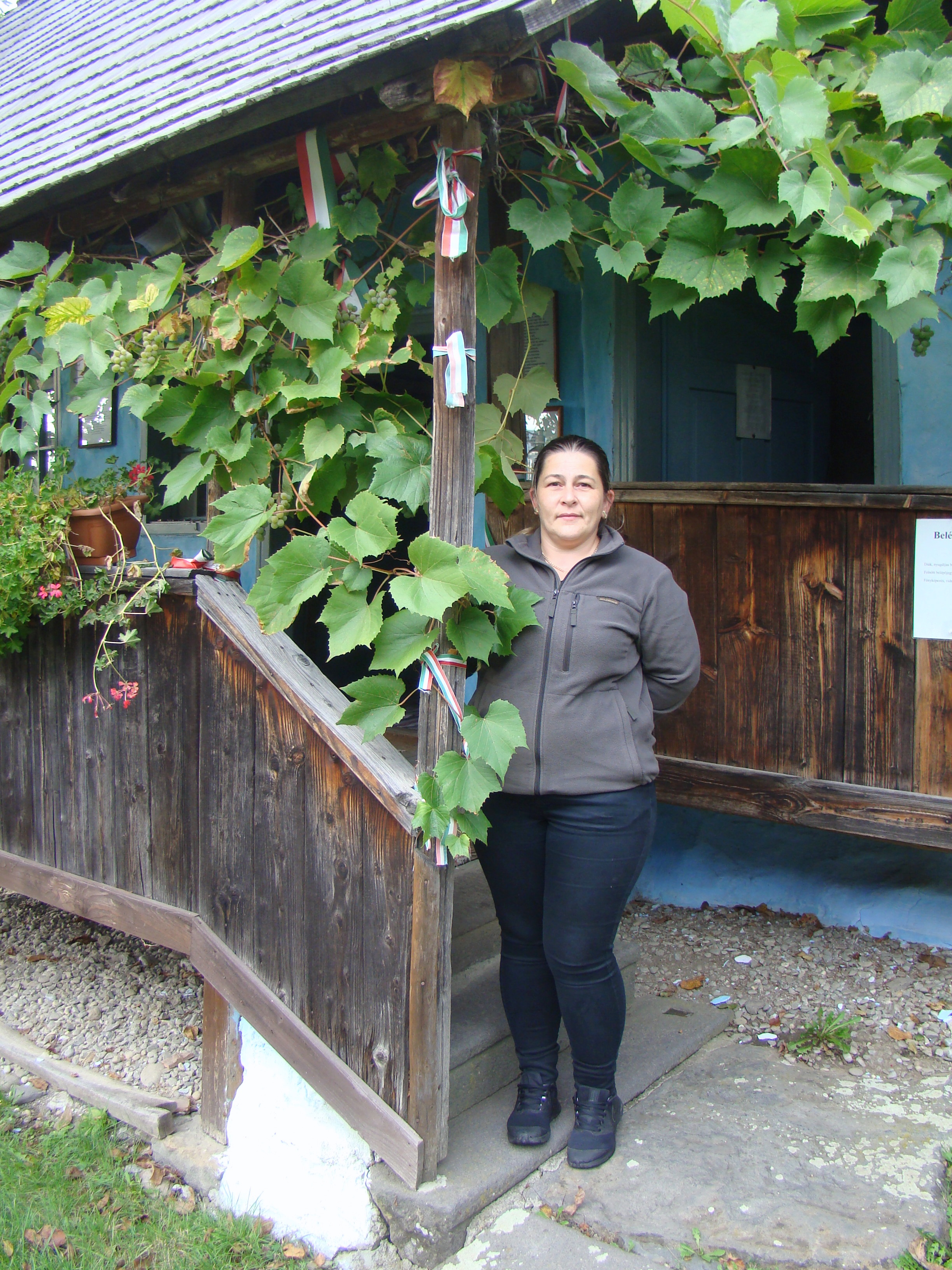
Curatorul muzeului
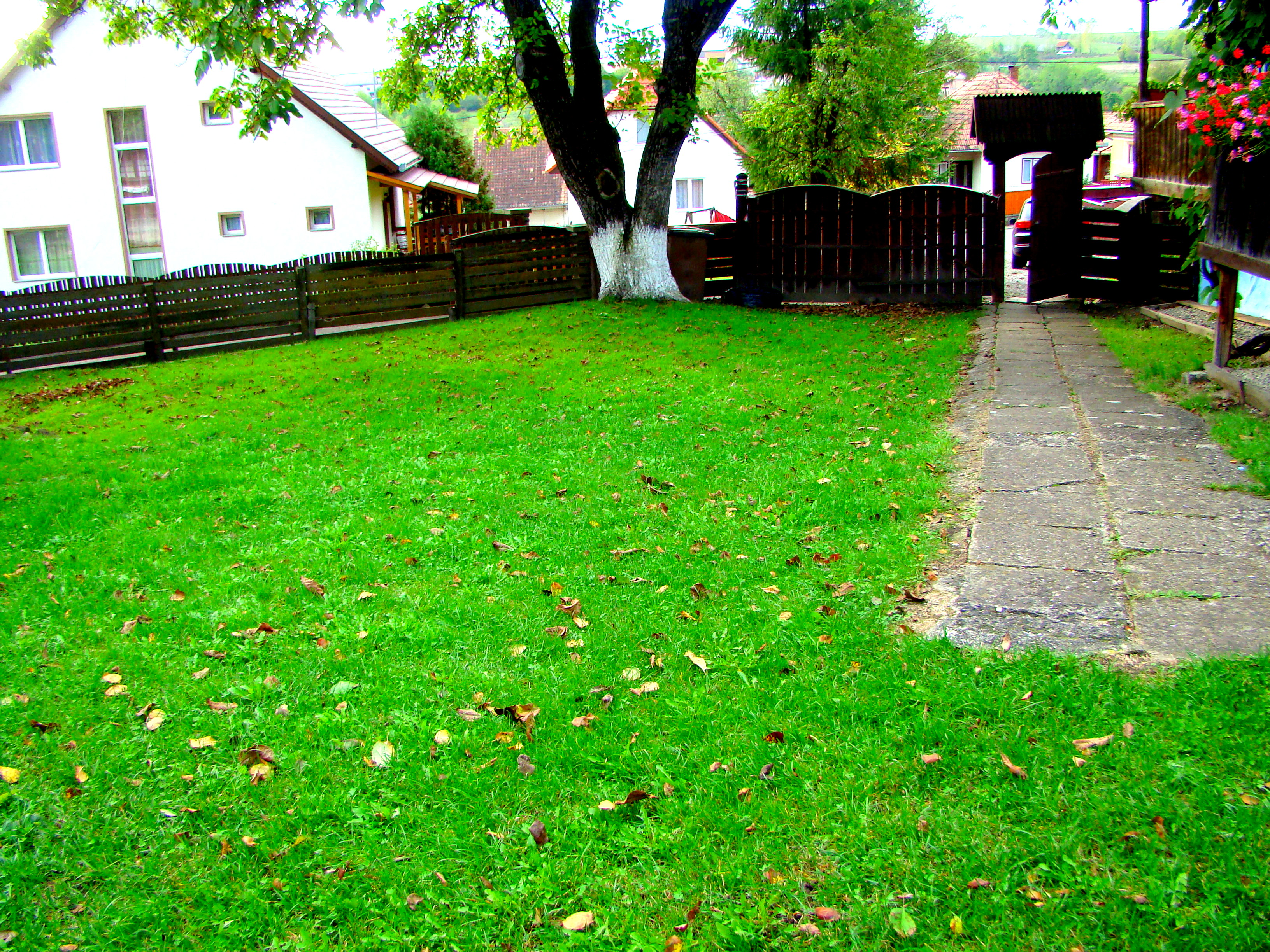
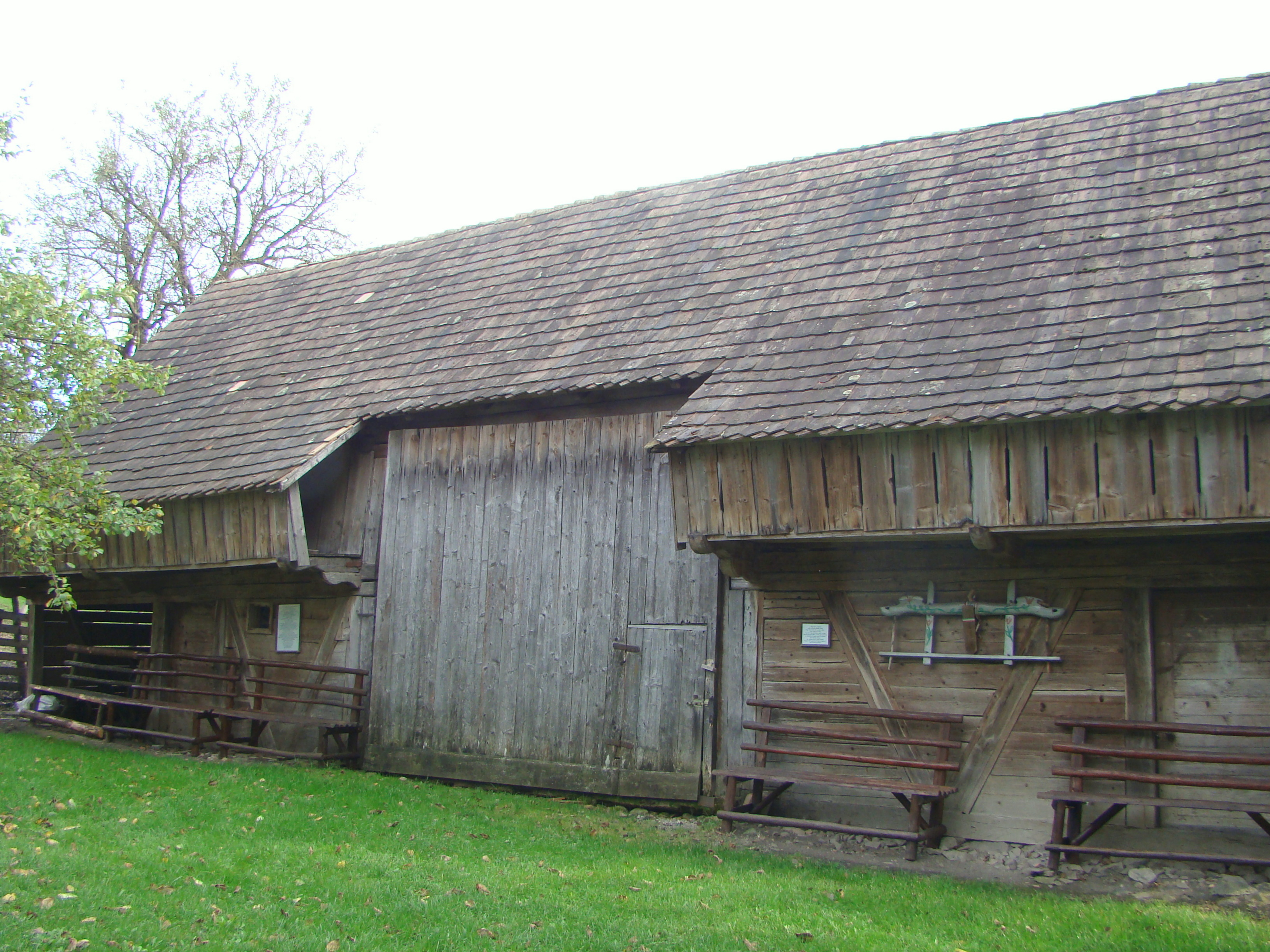
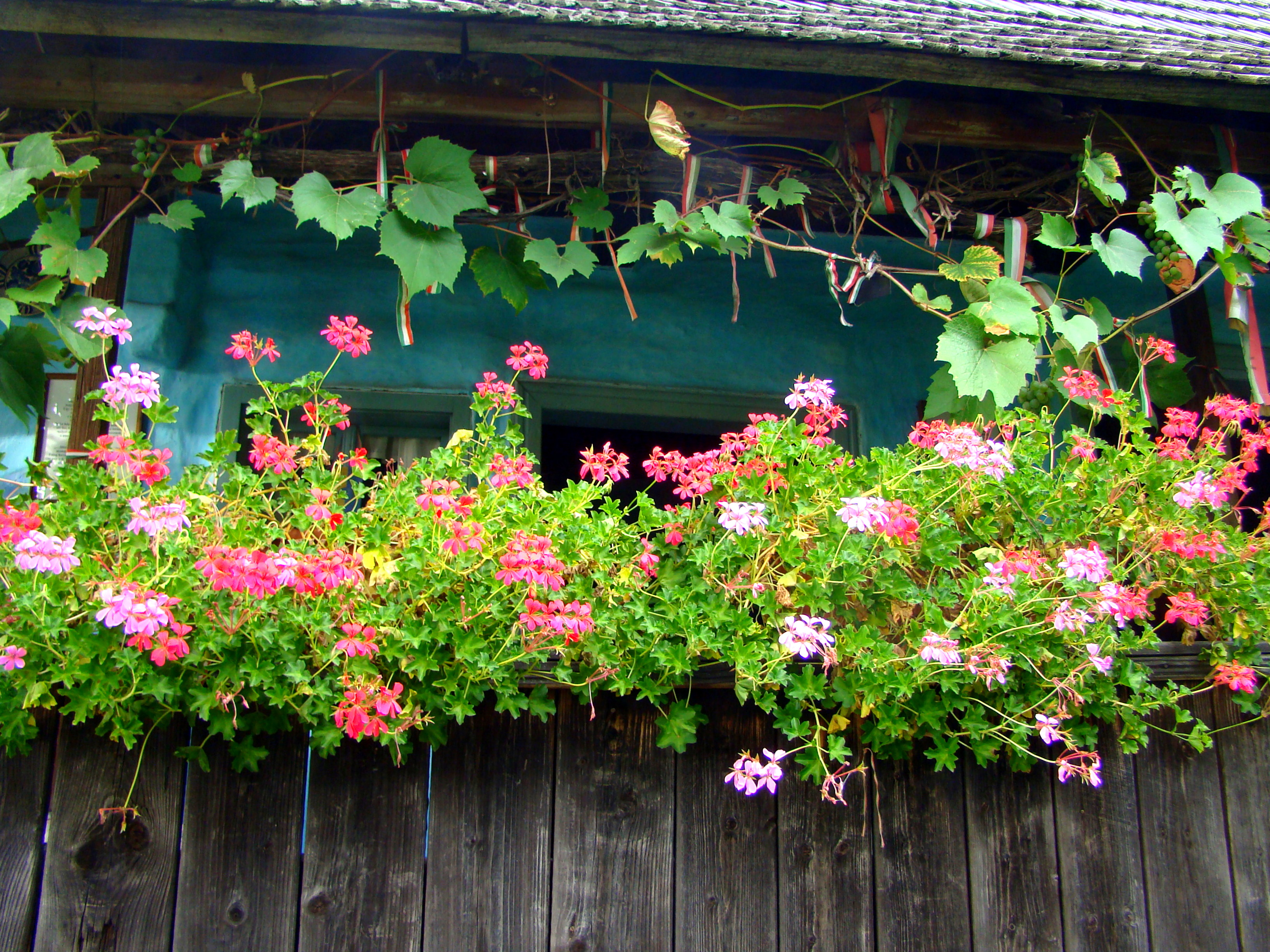
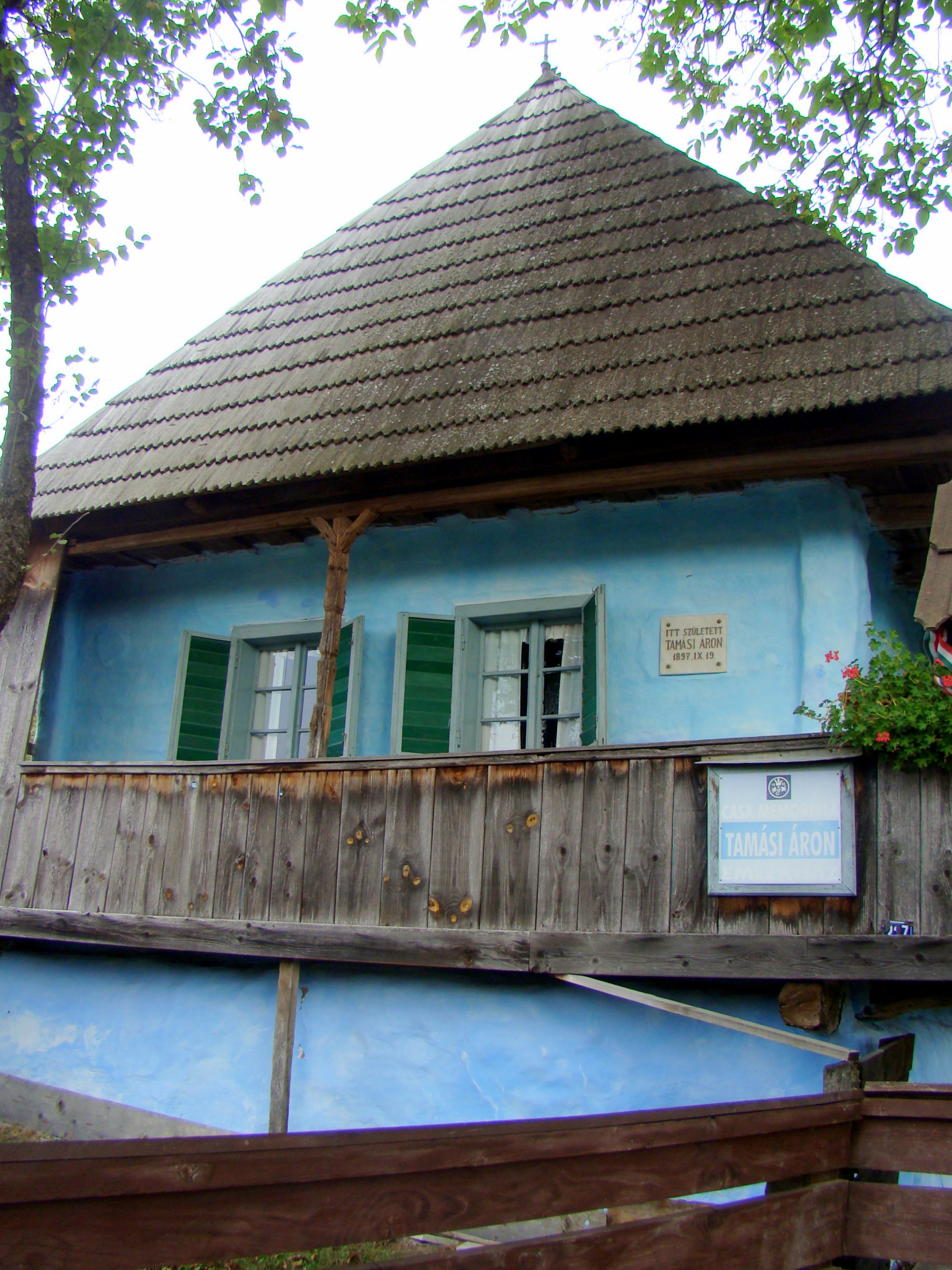
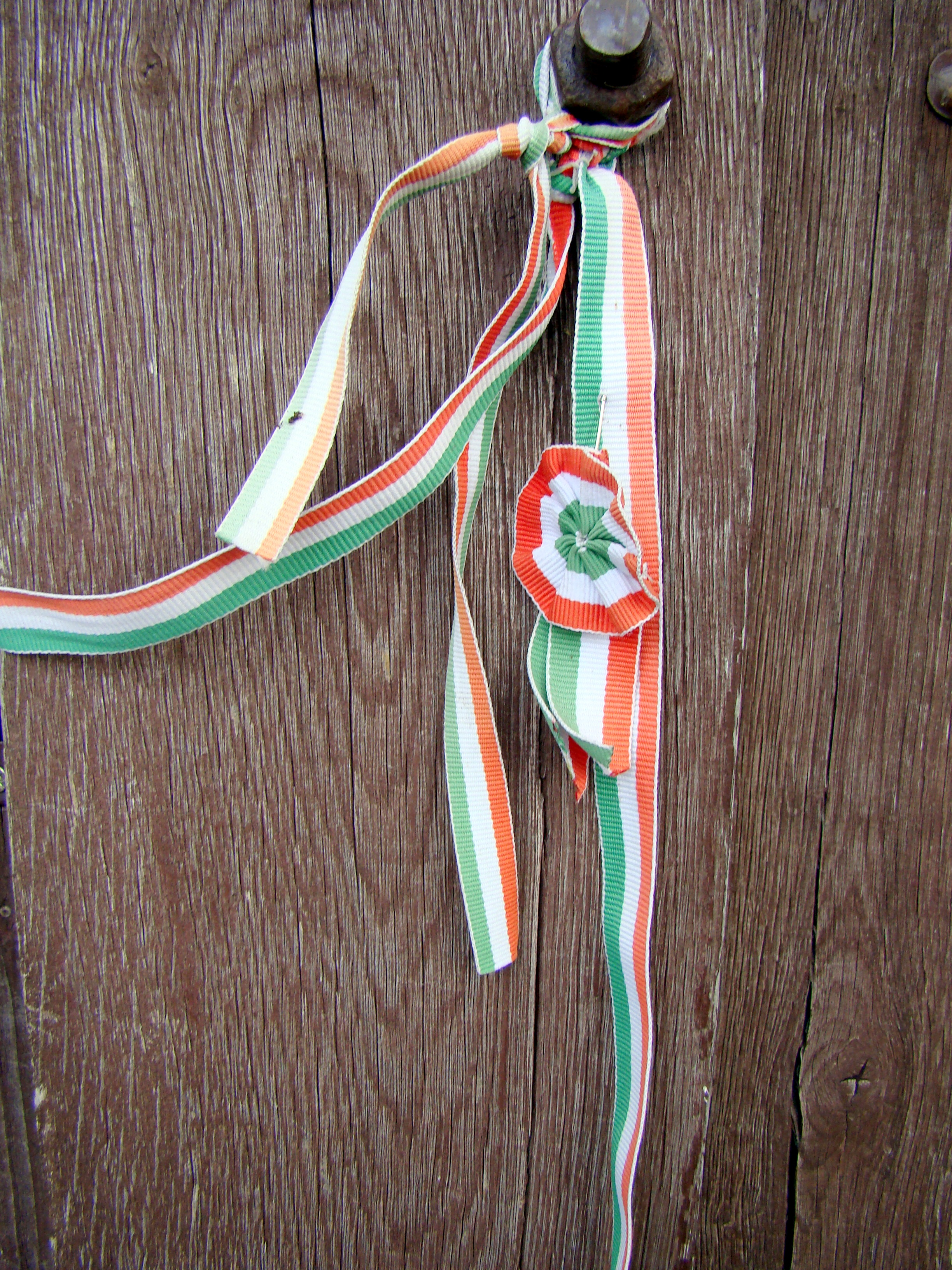
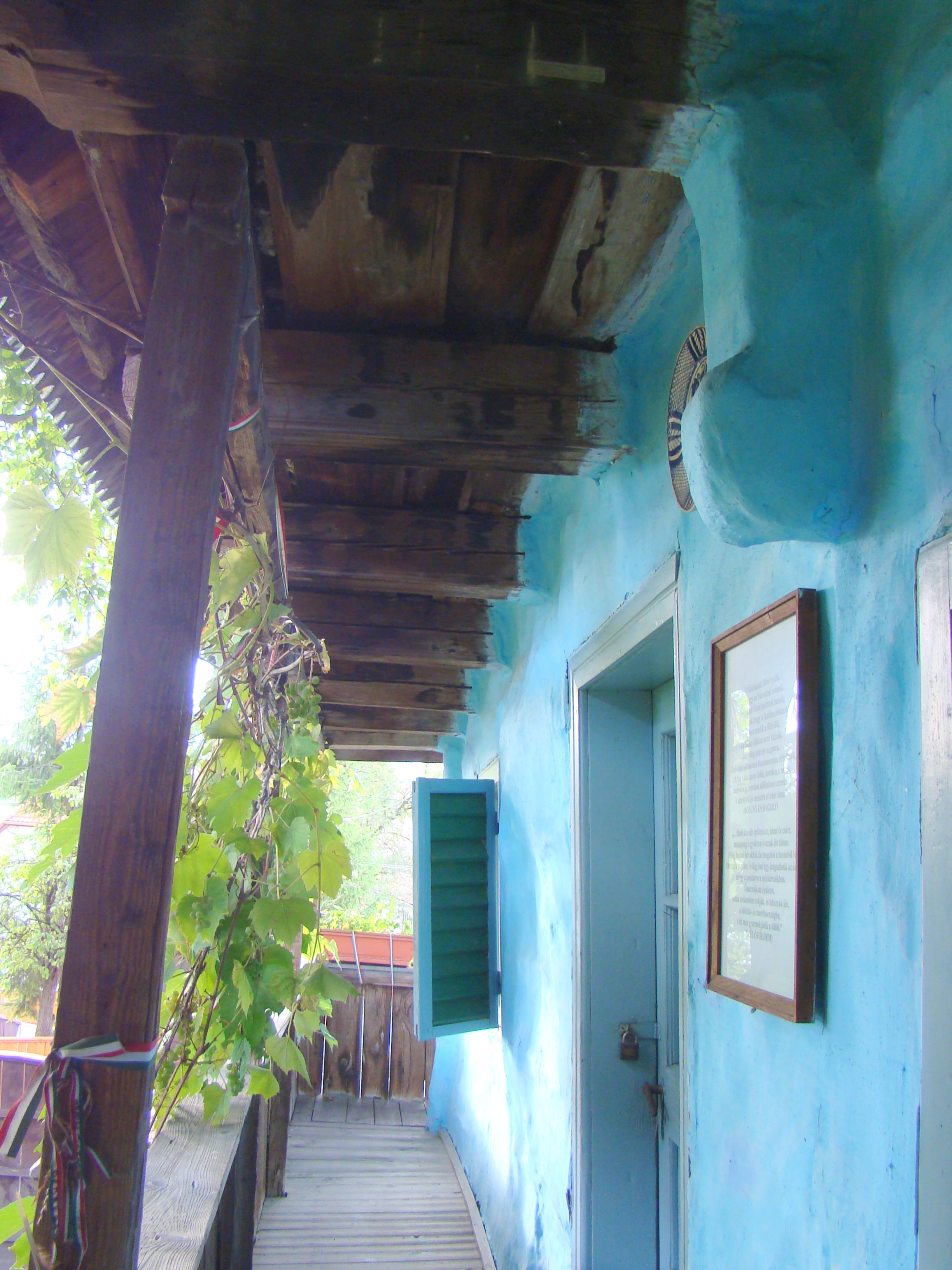
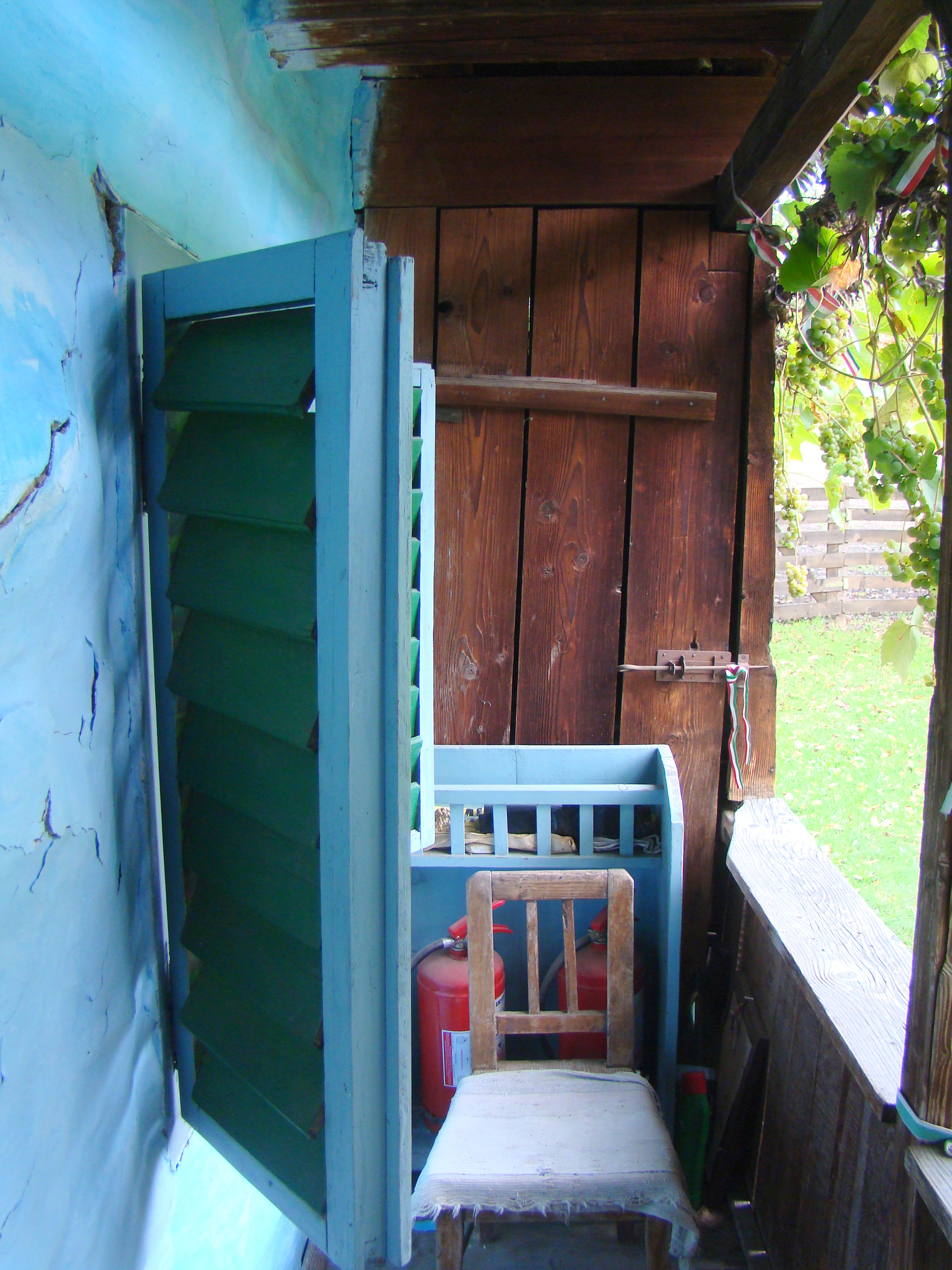
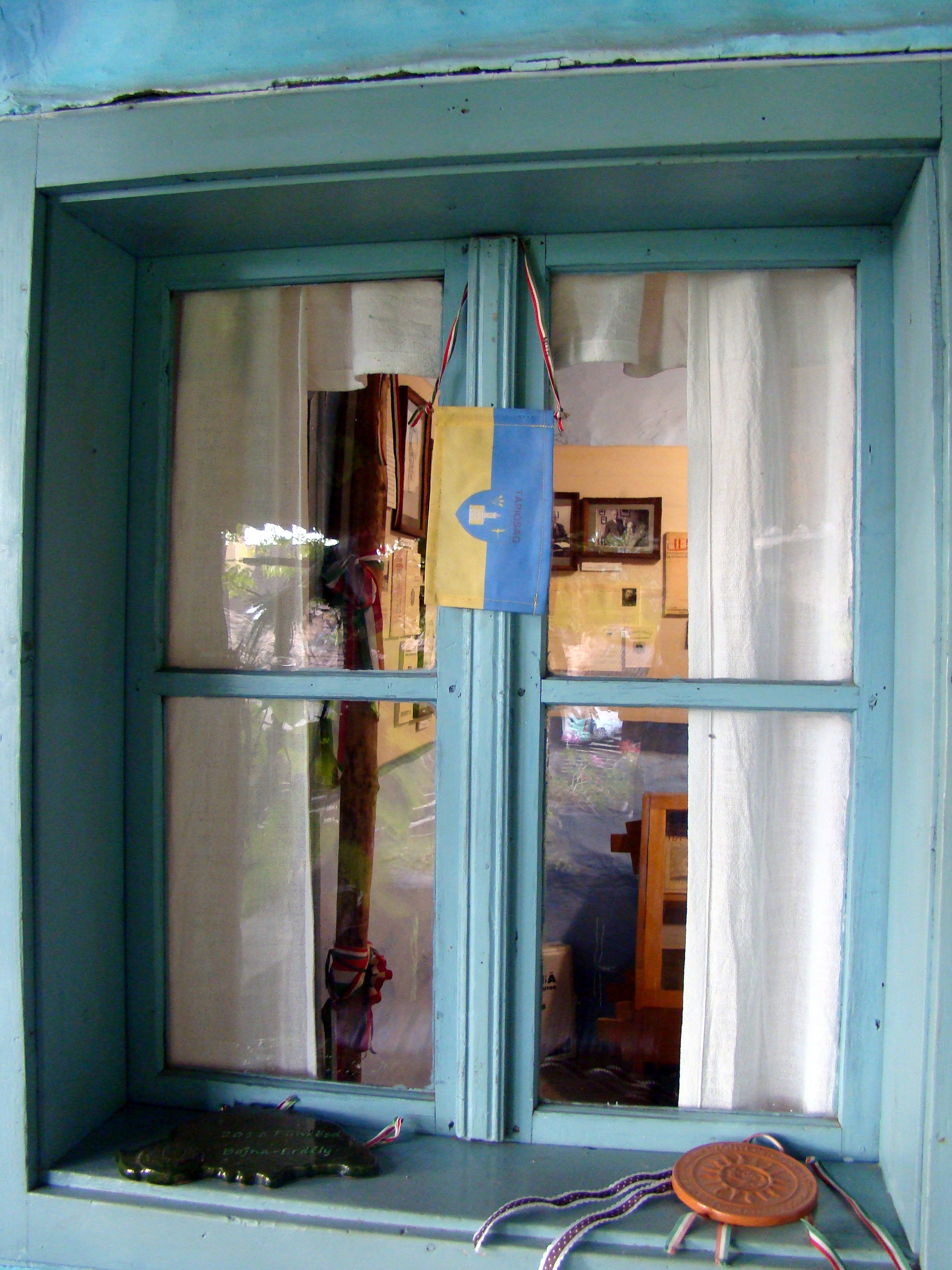
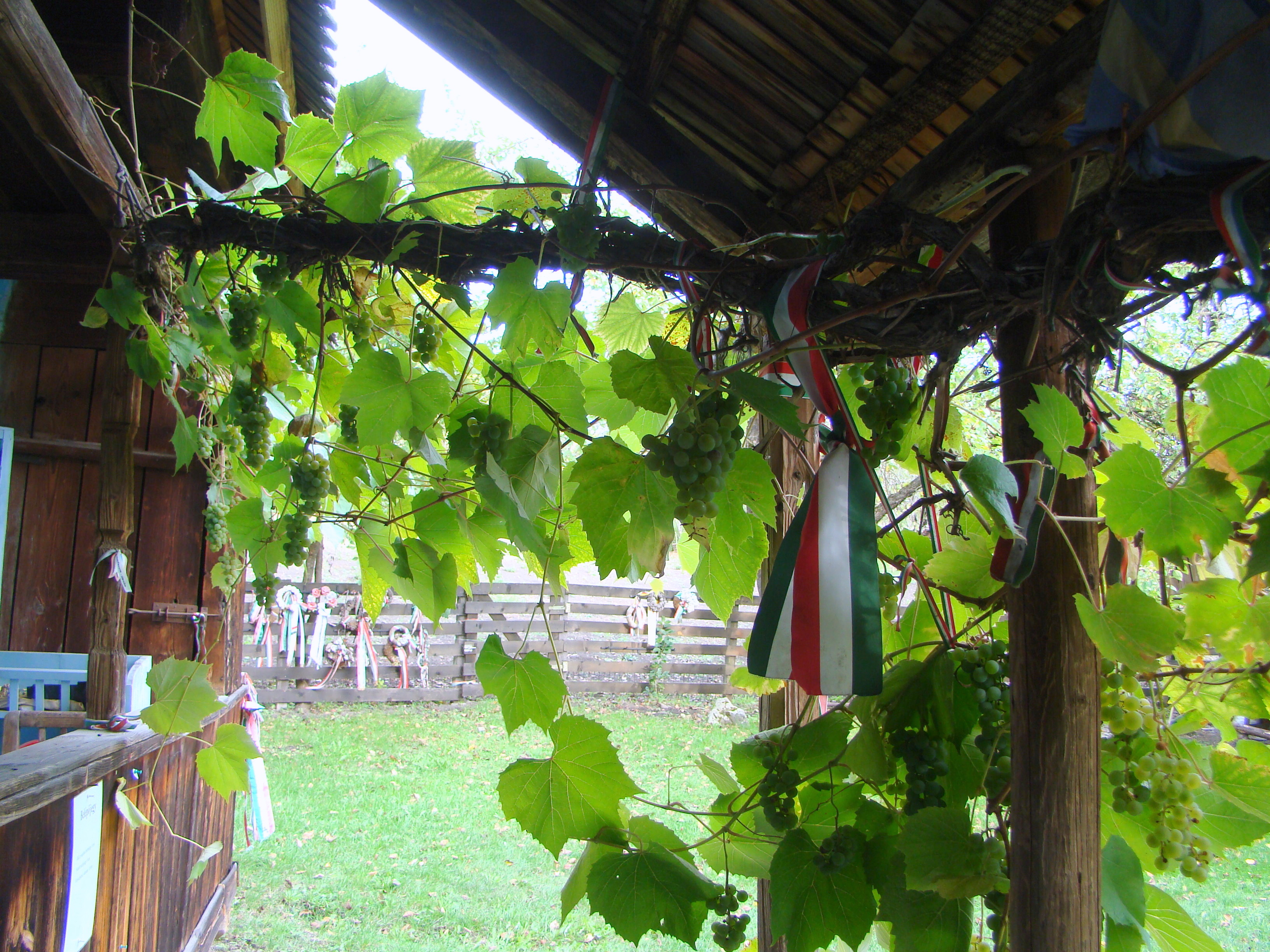
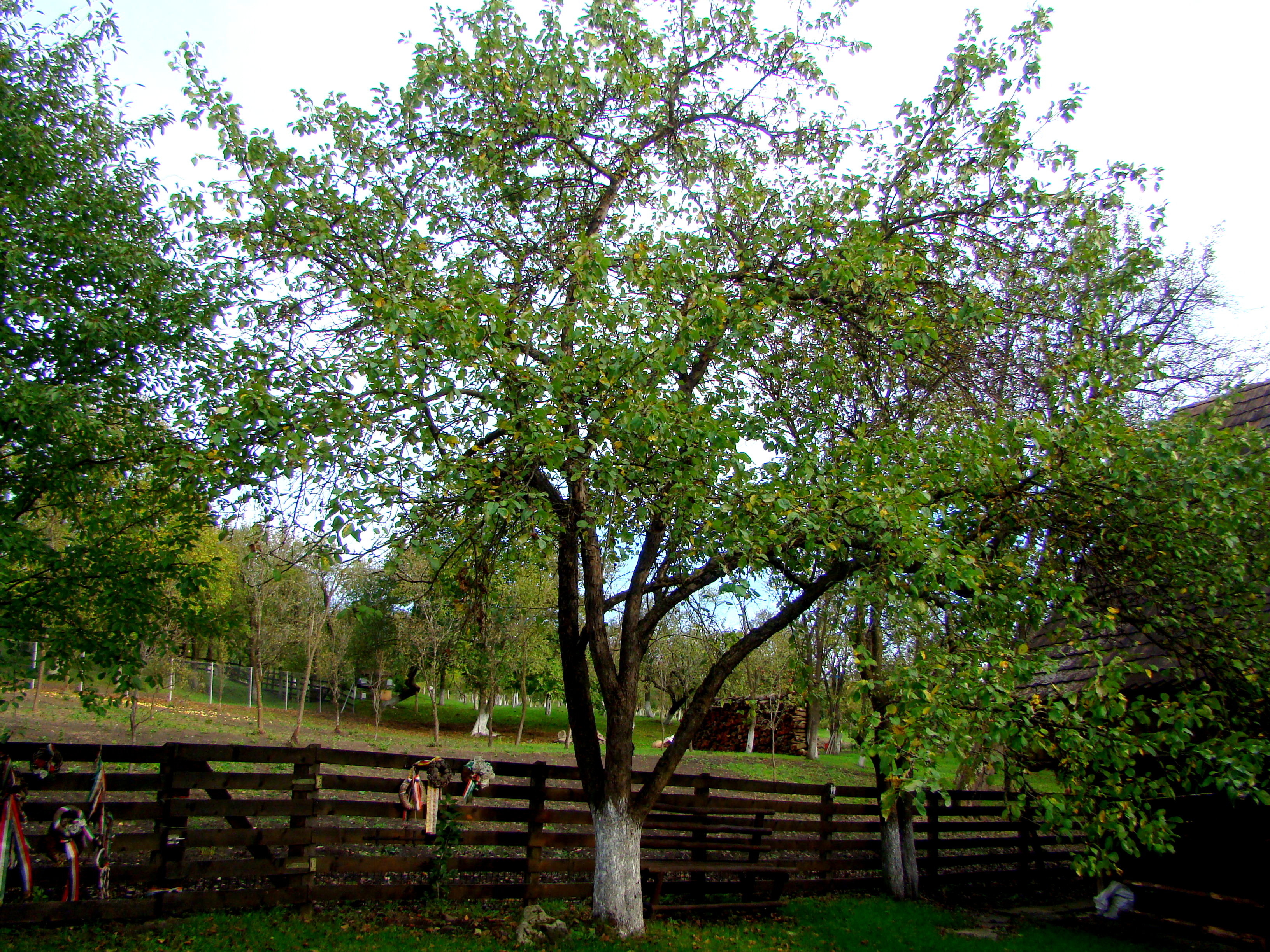
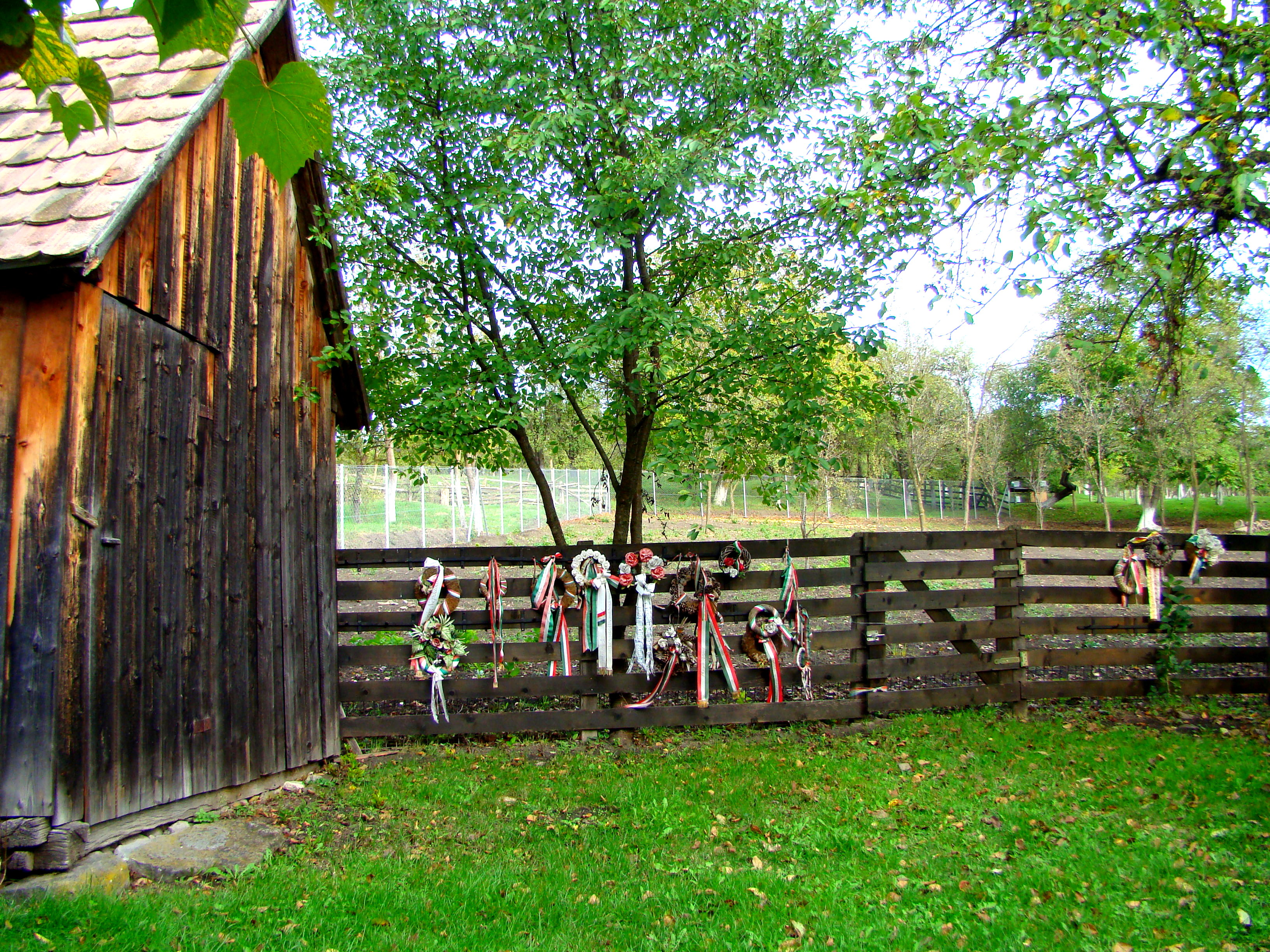
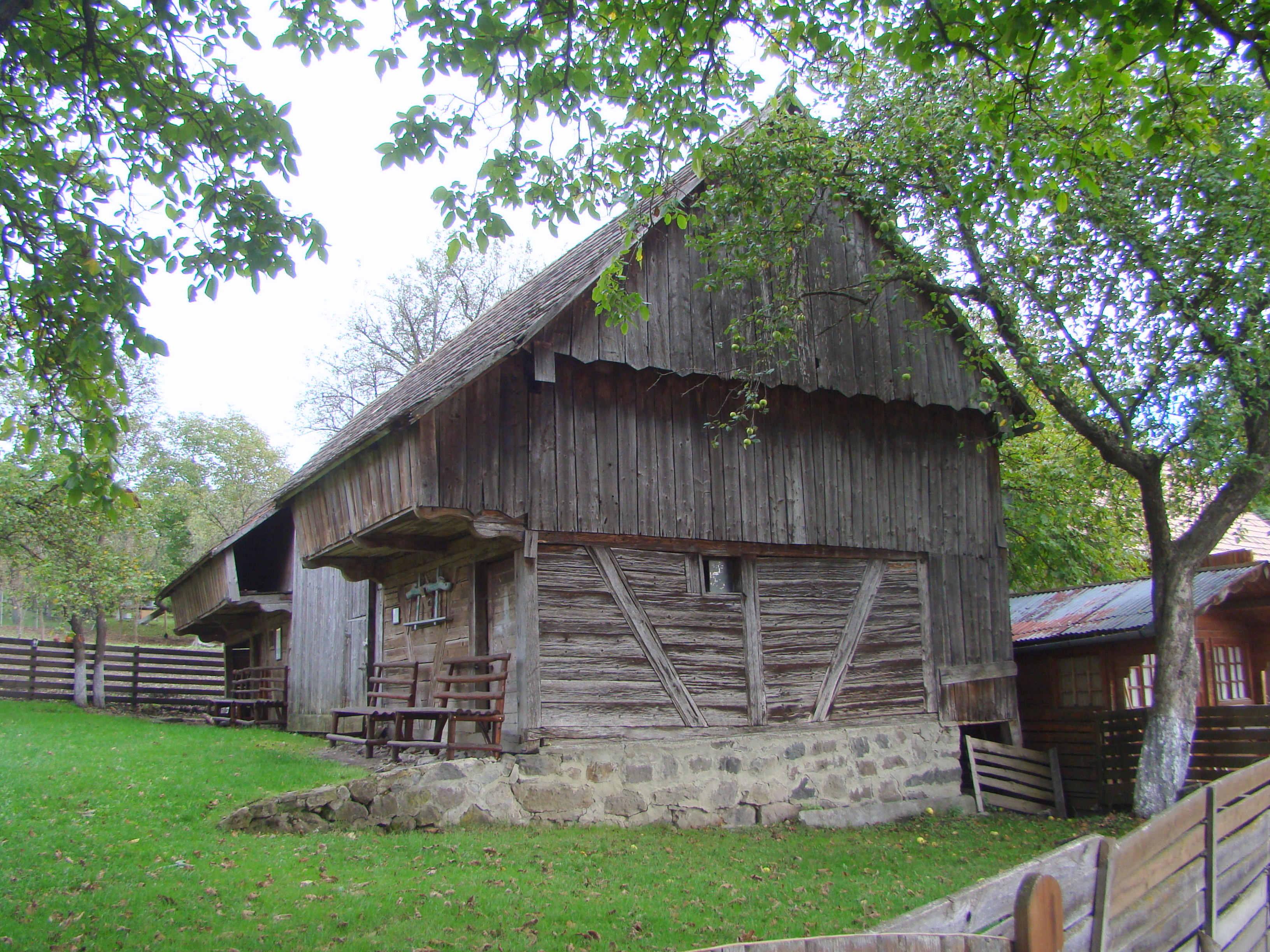